# Marienkirche (Rostock)

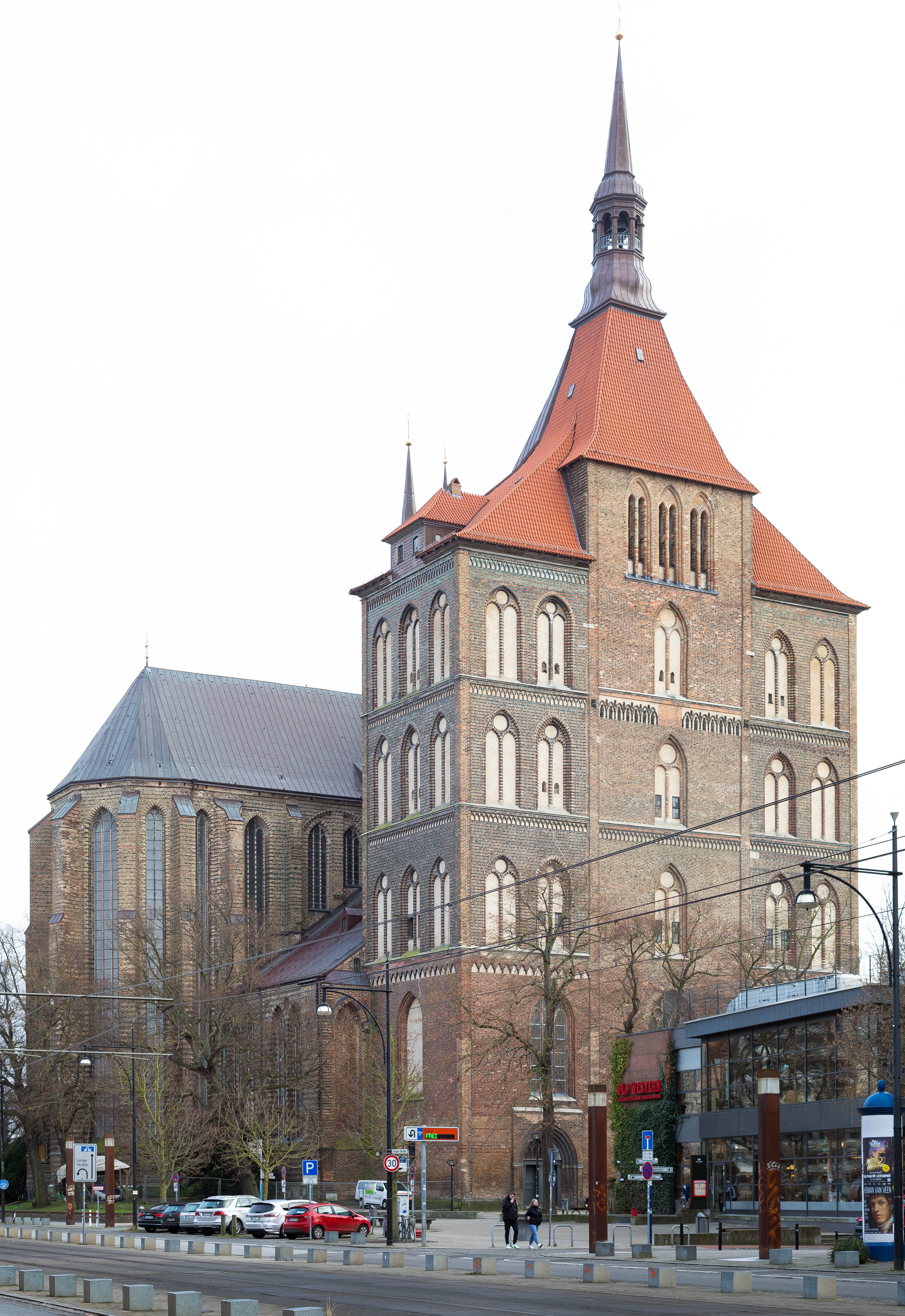
Westbau der Marienkirche, links im Hintergrund das nördliche Querhaus.

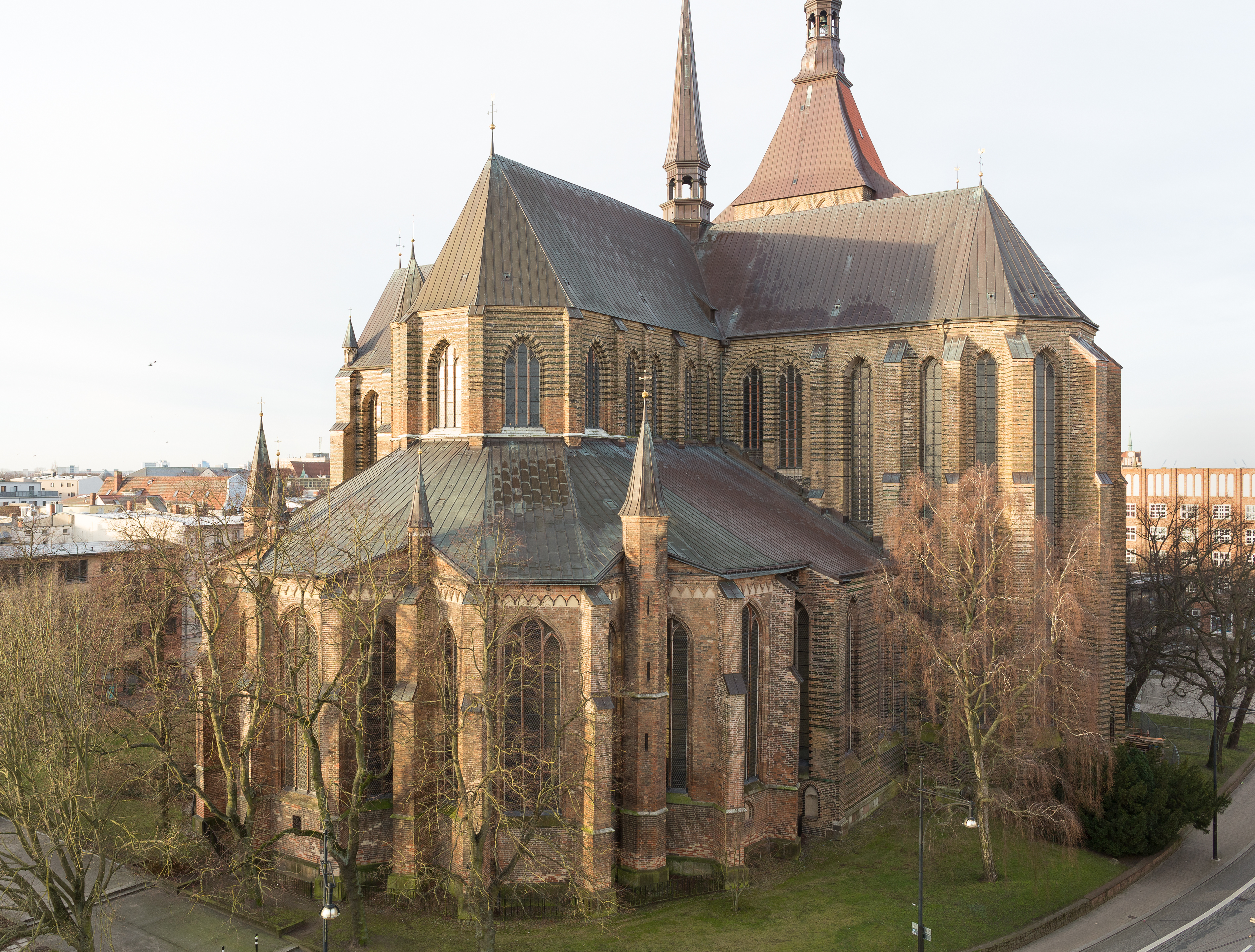
Chor, Kapellenkranz und Querhaus der Marienkirche. Ansicht von Nordosten

Die Marienkirche ist die evangelisch-lutherische Hauptkirche Rostocks und ein Hauptwerk der norddeutschen Backsteingotik. 1232 wurde eine frühgotische Vorgängerkirche erstmals urkundlich erwähnt, der Bau der heutigen dreischiffigen Basilika begann um 1290 und war um die Mitte des 15. Jahrhunderts abgeschlossen. Der Turm hat heute eine Höhe von 86,32 Metern.
Der gedrungene Baukörper der Marienkirche wird durch das große Querhaus und den mächtigen Westbau mit einem Turmmassiv geprägt – eine ursprünglich geplante Doppelturmanlage wurde nicht ausgeführt. Der Innenraum hat den Charakter eines Zentralbaus, da das Querhaus das Langhaus genau in der Mitte der Kirche durchdringt und fast ebenso lang wie der Bau in seiner west-östlichen Ausdehnung ist.
St. Marien ist besonders reich ausgestattet. Bedeutend sind vor allem der Hauptaltar, die Predigtkanzel, die Orgel, ein Bronze-Taufbecken und eine astronomische Uhr. Vorreformatorische Kunst des Mittelalters ist wegen des Bildersturms zur Zeit der Reformation nur in geringen Resten überliefert.
Wie die Petrikirche und die Nikolaikirche gehört die Marienkirche zur Evangelisch-Lutherischen Innenstadtgemeinde Rostock der Propstei Rostock im Kirchenkreis Mecklenburg der Evangelisch-Lutherischen Kirche in Norddeutschland.

## Geschichte der Pfarrgemeinde

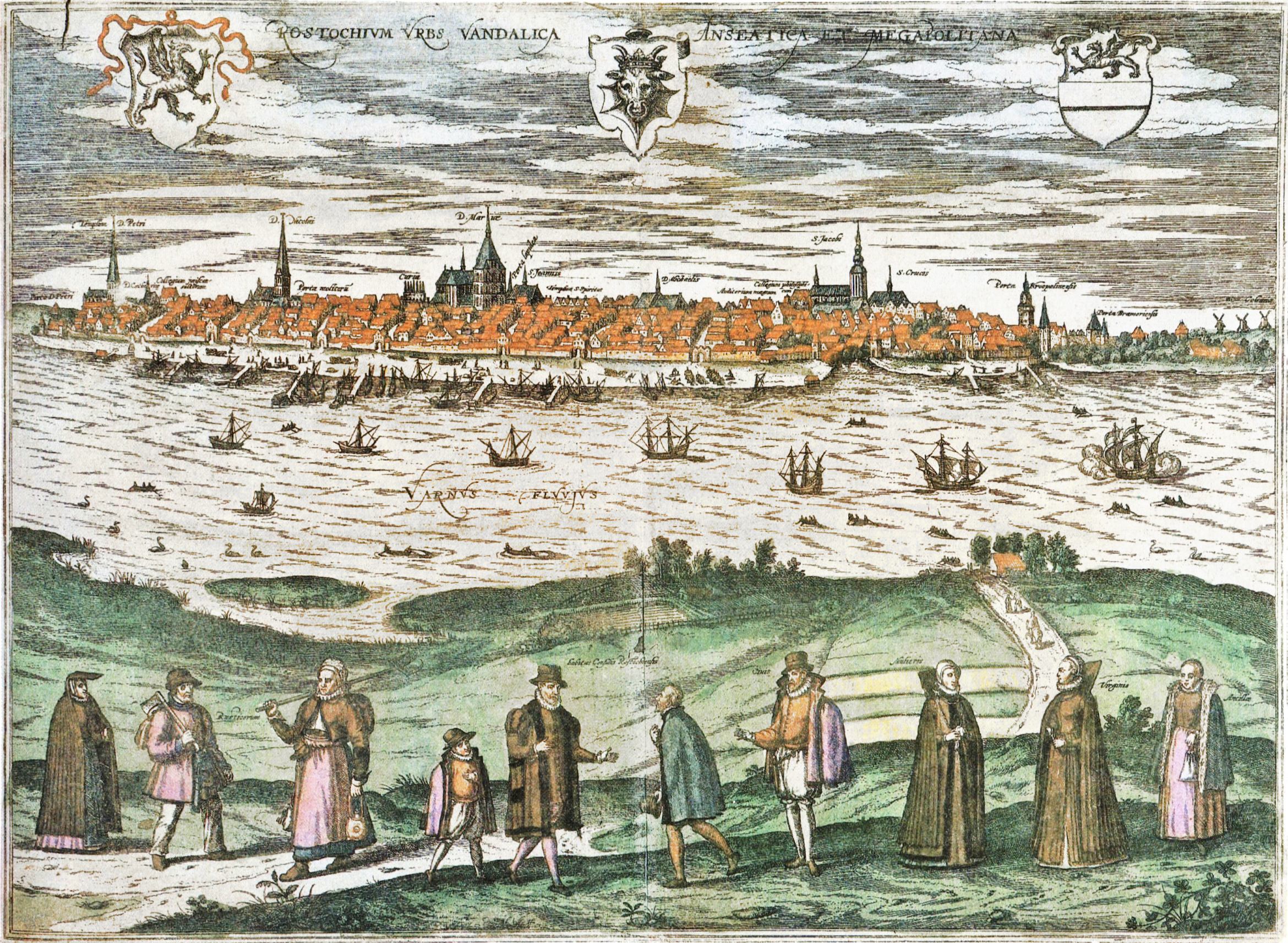
Blick von Norden über die Warnow auf Rostock: Links, im Osten, die Altstadt mit der Petrikirche und der Nikolaikirche, im Zentrum die mittelstädtische Marienkirche, rechts die Neustadt mit der Jakobikirche. Kolorierter Kupferstich von Frans Hogenberg (1597).

Die Geschichte der Stadt Rostock begann um die Wende vom 12. zum 13. Jahrhundert mit einer Siedlung an der Warnow um die Petrikirche, die nach der Verleihung des lübischen Stadtrechts durch Heinrich Borwin I. 1218 nach Süden erweitert wurde und mit der Nikolaikirche eine zweite Kirche erhielt. Die Marienkirche wird erstmals in einer Urkunde von 1232 als Pfarrkirche einer selbständigen Siedlung erwähnt, die sich westlich an die ältere Stadt anschloss und über einen eigenen Markt und ein Rathaus verfügte. Nach weiterer Ausdehnung in Richtung Westen entstand 1252 die Neustadt als dritte eigenständige Siedlung, deren Mittelpunkt die Jakobikirche war. Als sich die Siedlungen in den Jahren 1262 bis 1265 vereinigten, wurde der mittlere Siedlungskern zum Verwaltungszentrum der Stadt, so dass sich die Marienkirche zur zentralen Rats- und Hauptpfarrkirche Rostocks entwickelte. Im Gegensatz zu vergleichbaren Kirchen in Lübeck oder in Stralsund bildet die Rostocker Marienkirche kein Ensemble mit dem Rathaus am zentralen Platz der Stadt, sondern liegt nordwestlich ein wenig abseits des Neuen Marktes zwischen der Kröpeliner und der Langen Straße.

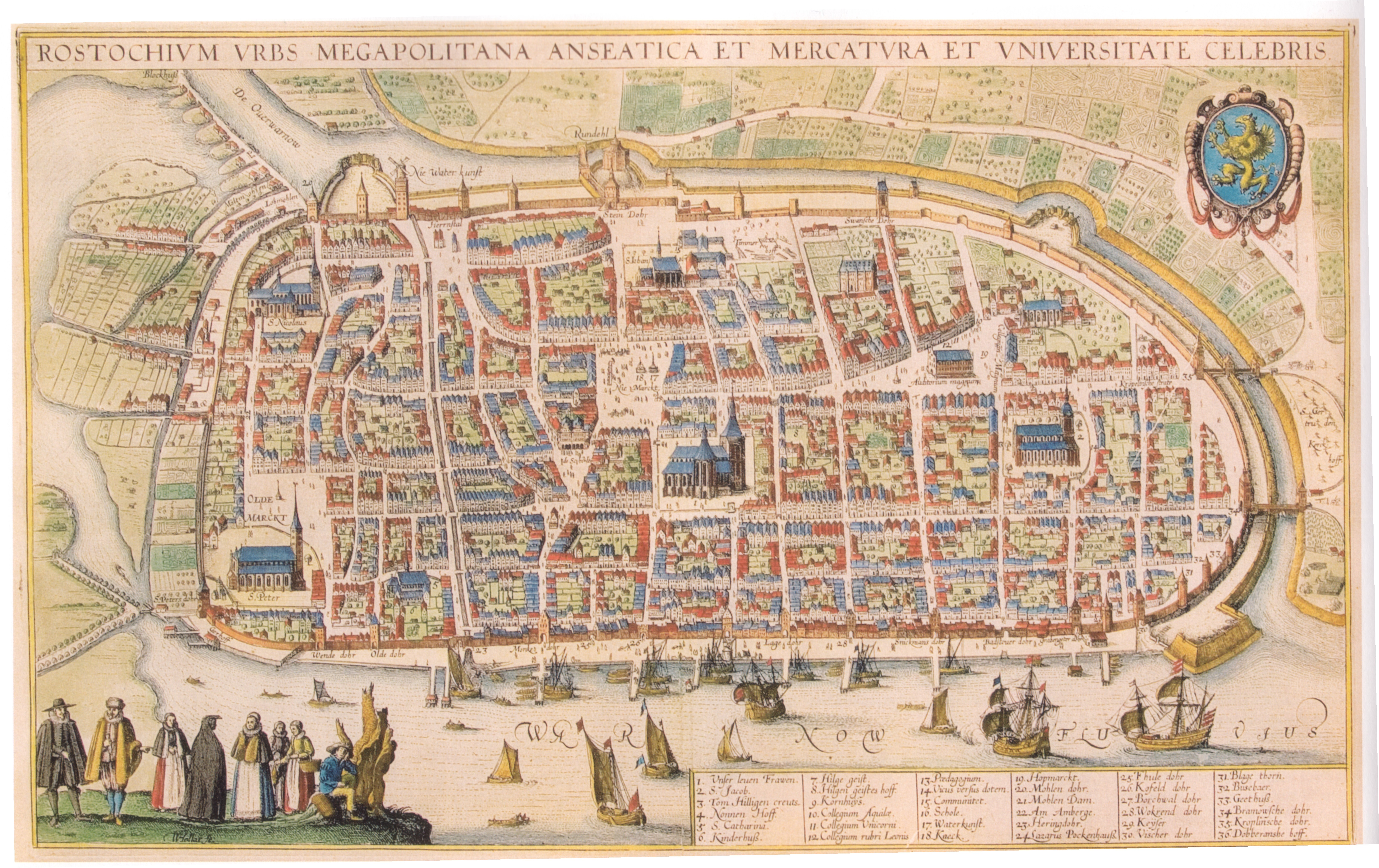
Vogelschau (Norden ist unten): Links (Osten) die Altstadt mit Petrikirche und Altem Markt, die Nikolaikirche (links oben), in der Mitte die Marienkirche der Mittelstadt, darüber der Neue Markt, rechts die Jakobikirche im Westen der Stadt. Radierung von Wenzel Hollar (1624/1625)

Seit 1260 war St. Marien eine Lateinschule angegliedert, deren Patronat beim Rat der Stadt lag. Das Kirchenpatronat lag dagegen bis zur Reformation beim Landesherrn, dem mecklenburgischen Fürstenhaus, die Kirchenaufsicht wurde jedoch ebenfalls von der Stadt ausgeübt. Der für Rostock zuständige Bischof hatte seinen Sitz in Schwerin. Finanziert wurde die Pfarrei aus dem Kirchenzehnt, Stolgeldern, Oblationen (Spenden wie der Opferstock), Legaten und Stiftungen. Von diesen Geldern wurde unter anderem eine „Kirchenfabrik“ getragen, die faktisch die selbstverwaltete Bauaufsicht der Kirchengemeinde möglich machte. Neben dem Pfarrer übten diese Aufsicht Laien, meist Ratsmitglieder, aus dem Pfarrbezirk aus.
Am 12. November 1419 wurde die Universität feierlich in St. Marien eröffnet. Der Pfarrherr der Kirche, Nikolaus Türkow, wirkte an der Gründung der Universität persönlich mit und die Kirche blieb ihr lange eng verbunden. Noch heute weist das „Professorengestühl“ unterhalb der Fürstenloge darauf hin, dass die Marienkirche bis zur Jahrhundertwende um 1900 die Funktion einer Universitäts- und Ratskirche hatte.
1531 wurde in Rostock die Reformation eingeführt, die von der Petrikirche ausging, wo Joachim Slüter wirkte. Besonders in der nachreformatorischen Zeit wirkten bedeutende Theologen als Hauptpastoren an der Marienkirche, darunter Valentin Curtius, Georg von Venediger und Lucas Bacmeister der Ältere; Archidiakone waren Johann Quistorp der Ältere und Heinrich Müller. Johannes Saliger (1568/69) und die nach ihm benannten Beatiner sorgten vorübergehend für Unruhe in der Gemeinde.
Besonders im 17. Jahrhundert wirkten in St. Marien auch bekannte Kirchenmusiker, darunter die Kantoren Daniel Friderici und Erasmus Sartorius sowie die Organisten David Ebel und Nicolaus Hasse. Seit 2007 ist Karl-Bernhardin Kropf Organist und Kantor.
Während der Umbruchszeit 1989 war die Marienkirche, wie auch andere Rostocker Kirchen, Anlaufstelle oppositioneller Kräfte, die sich zu Friedensgebeten und Mahngottesdiensten unter der Leitung von Pastor Joachim Gauck versammelten. Auch Joachim Wiebering, Landessuperintendent des Kirchenkreises Rostock und Pfarrer an der Marienkirche, engagierte sich frühzeitig und war der erste Vorsitzende des Runden Tisches in Rostock. Von der Kirche gingen ab dem 19. Oktober 1989, immer am Donnerstag, die Demonstrationen gegen das SED-Regime aus, an denen bis zu 40.000 Rostocker teilnahmen.
1998 wurden die im Stadtkern gelegenen Kirchengemeinden St. Jakobi, St. Marien und St. Petri/St. Nikolai vereinigt. Die Gemeinde heißt seither „Evangelisch-Lutherische Innenstadtgemeinde Rostock“.

## Baugeschichte
Nach dem Zusammenschluss der vier Kernsiedlungen 1265 genügte der alte Kirchenbau dem Repräsentationsbedürfnis der aufstrebenden Hansestadt nicht mehr, so dass bis etwa 1279 eine frühgotische dreischiffige Hallenkirche aus Backstein errichtet wurde. Von dieser Vorgängerkirche ist heute noch das Sockelgeschoss mit abschließendem Kleeblattbogen und der Giebelwand am Westbau erhalten. Nach westfälischem Vorbild hatte der Bau ein breites Mittelschiff und schmale Seitenschiffe und wahrscheinlich einen chorlosen Ostabschluss.
Nachdem die Marienkirche durch den Zusammenschluss der drei Teilstädte 1265 zur Hauptkirche der aufstrebenden Hansestadt geworden war, entstand der Wunsch, die ältere Hallenkirche durch eine größere und repräsentativere dreischiffige Basilika mit Umgangschor zu ersetzen. Vorbild war die Lübecker Marienkirche, mit der Rostock konkurrieren wollte. Auch eine Doppelturmanlage wie die des Lübecker Vorbilds war für die Rostocker Marienkirche geplant. Fast gleichzeitig begannen die Arbeiten am Schweriner Dom und am nahegelegenen Doberaner Münster des dortigen Zisterzienserklosters. Andere Hansestädte hatten kurze Zeit vorher mit dem Bau großer backsteingotischer Kirchen begonnen oder zogen bald darauf nach.
Die Umbauarbeiten begannen um 1290 an der Ostseite der Kirche und schritten sehr langsam nach Westen fort. Erst Mitte des 14. Jahrhunderts wurde die ältere Hallenkirche abgebrochen, nachdem die neuen Außenwände fertiggestellt waren. Der ältere Turmbau wurde übernommen und erweitert, die geplante Doppelturmanlage aber nicht ausgeführt, nachdem sich das südliche Turmmauerwerk während der Bauarbeiten ein wenig nach Osten geneigt hatte. Zu dieser Zeit wurden auch die mächtigen verstärkten Vierungspfeiler errichtet, die in größerem Abstand zueinander stehen als die Pfeiler der übrigen Joche. Dies deutet darauf hin, dass der Bau des einschiffigen Querhauses frühzeitig geplant war. Ein Einsturz des mit 31,5 m lichter Höhe sehr hohen Langhausgewölbes 1398 und eine anschließende Neukonzeption mit der Errichtung des Querhauses, von dem eine Inschrift neben dem südlichen Querschiffportal berichtet, wird in der Forschung heute angezweifelt, da alles auf eine kontinuierliche Bauentwicklung um 1398 hindeute. Charakteristisch für die Bauphase um 1400 ist die Verwendung schichtweise verlegter lehmgelber und grün glasierter Ziegel, während in älteren Bauteilen durchweg roter Backstein vermauert wurde. 1420 ist in Urkunden von Altären in den Seitenschiffen die Rede, was deren damalige Fertigstellung voraussetzt. Um 1440 wurde das Turmmassiv um ein Stockwerk erhöht, 1454 wurden die Gewölbe vollendet und die Kirche damit nach oben geschlossen.
In nachreformatorischer Zeit wurde der Innenraum von St. Marien dem protestantischen Ritus angepasst. Von den vierzig Altären, die für die Zeit um 1500 bezeugt sind, blieben mit dem Rochusaltar und einem Flügel des Marienaltars nur noch zwei erhalten. 1723/24 wurden die Wände des Innenraumes erstmals weiß gekalkt. 1723/24 und 1843 wurden die Innenwände weiß getüncht. Von der einstigen Ausmalung hat sich ein Rankenfries aus dem 14. Jahrhundert in der mittleren Turmhalle erhalten. Weitere Wandmalereien wurden 2005 bei Sanierungsarbeiten gefunden und freigelegt.
Die heutige Turmspitze und der Dachreiter auf der Vierung stammen von 1796, auf Stichen des 16. Jahrhunderts sind jedoch bereits ähnliche Dachkonstruktionen zu sehen. In den Jahren 1901/02 wurden die Kupferdächer noch einmal saniert.
Im Zweiten Weltkrieg überstand St. Marien als einzige der vier Rostocker Stadtkirchen die schweren Bombenangriffe von 1942 und 1944, die die Altstadt gut zur Hälfte vernichteten, vergleichsweise glimpflich. Eine Reihe von Brand- und Phosphorbomben trafen die Kirche bei insgesamt drei Luftangriffen: die Turmlaterne, der Dachstuhl und die beiden kleinen Türme brannten. Diese Brände konnten dank schnellen Eingreifens unter Lebensgefahr durch den damaligen Küster Friedrich Bombowski, seine Tochter, weitere beherzte Bürger und Brandwachen der Wehrmacht gelöscht werden. Sie machten auch eingeschlagene Phosphorbomben unschädlich, bevor sie zu stärkeren Bränden führten. Die Tochter erlitt 1942 eine schwere Rauchgasvergiftung und starb an den Folgen im Mai 1945 im Alter von 24 Jahren.
Notdürftig instand gesetzt, konnte die Kirche in den Nachkriegsjahrzehnten ihrer Bestimmung gemäß genutzt werden. Der Verschleiß durch Undichtigkeiten und Alterung setzte sich aber fort und machte eine umfassende Gesamtrestaurierung nötig, die 1992 begonnen und 2021 abgeschlossen wurde.

## Baubeschreibung

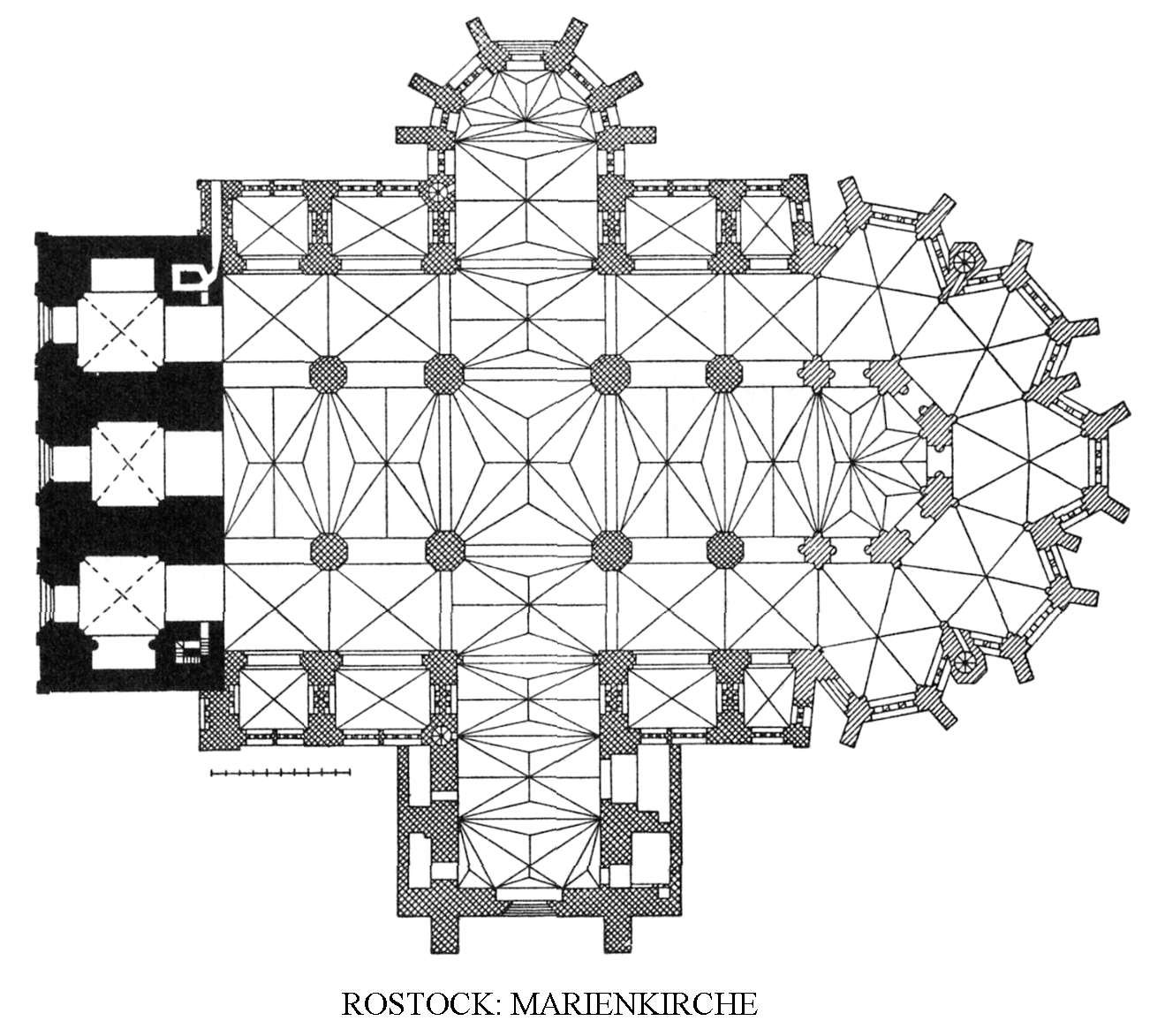
Grundriss (oben: Norden)

### Grundriss
St. Marien ist eine dreischiffige Basilika. Das zweijochige Langhaus und das Querhaus treffen sich in der quadratischen zentralen Vierung und bilden einen kreuzförmigen Grundriss, der dem Bau den Charakter eines Zentralbaus gibt. Das Querhaus ist mit 73 Metern fast ebenso lang wie der 76 Meter messende Kirchenbau in seiner gesamten West-Ost-Ausdehnung einschließlich des Westbaus und der östlichen Choranlage. Der Chor umfasst zwei rechteckige Joche und einen 5/8-Schluss. Die Verlängerungen der Seitenschiffe bilden den Chorumgang mit fünf radial angelegten Kapellen. Die Seitenschiffe sind in allen vier Jochen um jeweils zwei Kapellen an der Nord- und Südfassade erweitert. Die Mittelschiffbreite beträgt 11 Meter, die Raumhöhe 31,5 Meter. Damit ist der Innenraum von St. Marien nach der Lübecker Marienkirche (38 m), den Wismarer Kirchen St. Nikolai (37 m), St. Georgen (35 m) und St. Marien (32 m) sowie der Stralsunder Marienkirche (32,4 m) der sechsthöchste unter den großen Kirchen der Backsteingotik.
Das südliche Ende des Querhauses mit drei querrechteckigen Jochen schließt mit einer Schaufront ab, die das Kirchenportal bildet, während das nördliche Ende des Querhauses einen fünfseitigen Abschluss erhielt.

### Außenbau

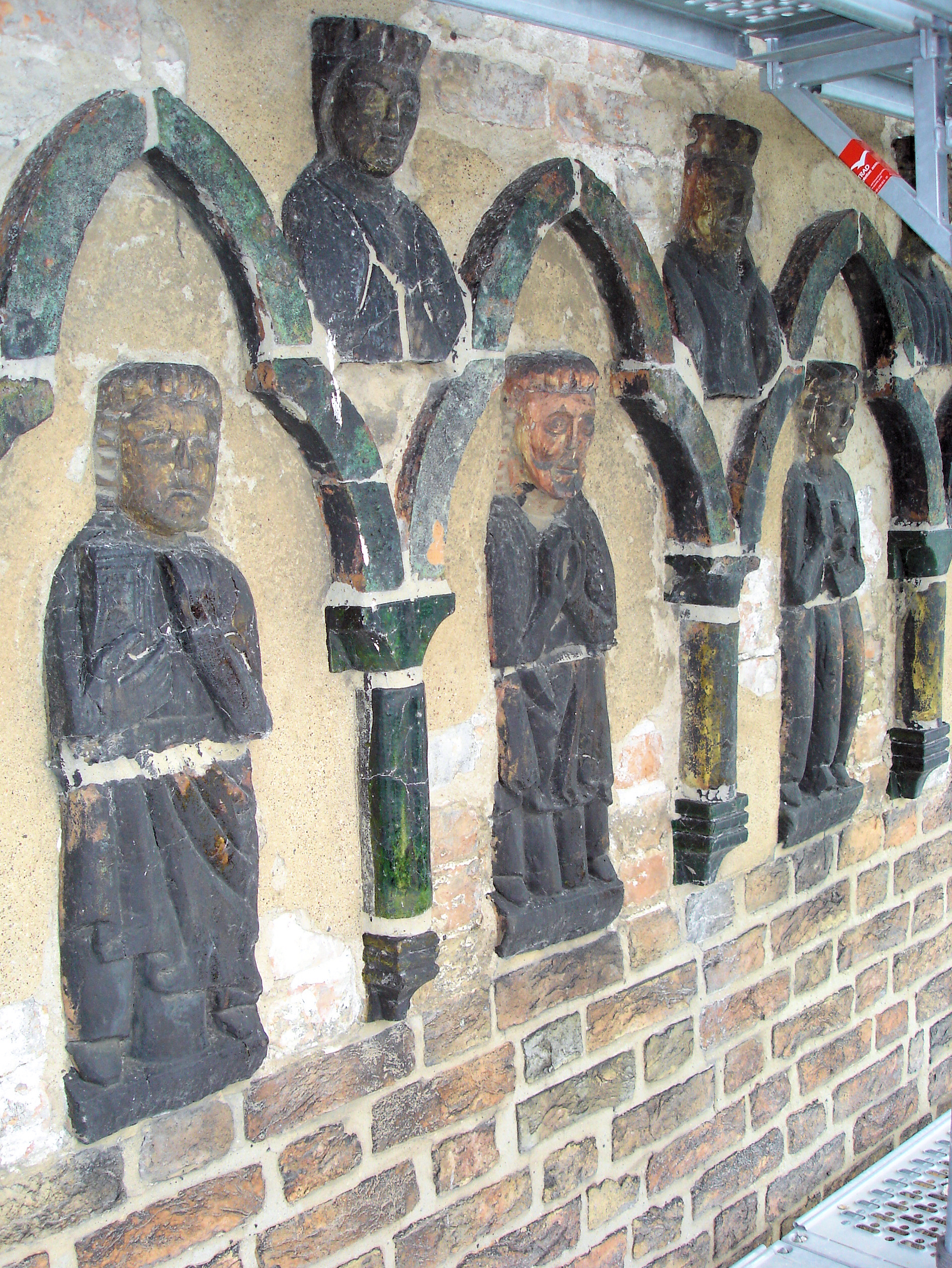
Flachrelief aus dem 13. Jahrhundert am Westbau

Der mächtige Westbau ragt mit seinem Turmmassiv kaum über den übrigen Baukörper hinaus, der vom Querhaus dominiert wird. Der in rotem Backstein ausgeführte blockhafte Turm besteht im unteren Teil noch aus dem Sockelgeschoss des frühgotischen Vorgängerbaus, der oben von einem Kleeblattbogenfries abgeschlossen wird.
Die drei spitzbogigen Gewändeportale, von denen das größte in der Mitte zugemauert ist, werden von einer rechteckigen Portalrahmung umfasst, die noch typisch romanisch ist. Die teilweise vermauerten Spitzbogen- und Rundfenster haben frühgotische Formen.
Über diesem ältesten Teil der Kirche erheben sich drei einheitlich gestaltete Stockwerke, die in drei Blöcke untergliedert sind: Neben dem Mittelteil sind die seitlichen Blöcke durch streifenförmige Steinverlegung hervorgehoben. Diese Untergliederung wird als Hinweis auf eine ursprünglich geplante Doppelturmfassade gewertet. Jedes Stockwerk hat im Mittelteil ein, in den Außenteilen jeweils zwei, auf der Nord- und Südseite je drei spitzbogige Blendfenster und wird von einem Spitzbogenfries abgeschlossen. Die Turmecken sind durch aufgesetzte Lisenen abgesetzt.
Der Mittelteil überragt die Seiten um ein Stockwerk mit spitzbogigen Fenstern als Schalllöcher für die Glocken und hat oberhalb des dritten Geschosses als Besonderheit einen älteren Fries mit einfach gestalteten Flachreliefs. Die glasierten Tonfiguren aus dem 13. Jahrhundert stellen wahrscheinlich die Apostel, Jesus und Maria dar sowie Propheten in den Arkadenzwickeln. Möglicherweise stammt der Fries vom Lettner der Vorgängerkirche. Statt der nicht ausgeführten Doppelturmanlage erhebt sich über dem Westbau ein Zeltdach, das von einer zierlichen Laterne bekrönt wird.
Das nach 1290 gebaute Langhaus hebt sich durch den schichtweisen Wechsel von gelbem Backstein und grün lasierten Ziegeln vom Westbau ab. Eine Ausnahme davon macht der östliche Kapellenkranz aus dem frühen 15. Jahrhundert, bei dem ebenfalls rote Backsteine verwendet wurden. Die fünf Kapellen schließen den Chor polygonal ab. Zwischen den dreiteiligen Spitzbogenfenstern der Kapellen befinden sich Strebepfeiler mit Fialtürmchen, die erkennbar geplanten Strebebögen wurden jedoch nicht ausgeführt, wodurch der Kirchenbau einen sehr kompakten Charakter hat. Die Kapellen des Chorumgangs werden lediglich unter dem Dachabschluss durch einen Kleeblattbogenfries geschmückt.
Das nach 1398 errichtete Querhaus ist in der gleichen Schichtung gelber und grün lasierter Backsteine gemauert wie das Langhaus und fast ebenso lang wie dieses. Die Südfassade des Querhauses ist mit großem fünfteiligem Mittelfenster und blendengeschmücktem Giebel als Schaufront gestaltet und bildet den Haupteingang der Kirche. Im Tympanon befinden sich barocke Figuren der christlichen Tugenden aus der Mitte des 18. Jahrhunderts.

Über der zentralen Vierung erhebt sich ein barocker Dachreiter mit Spitzhelm und Laterne.

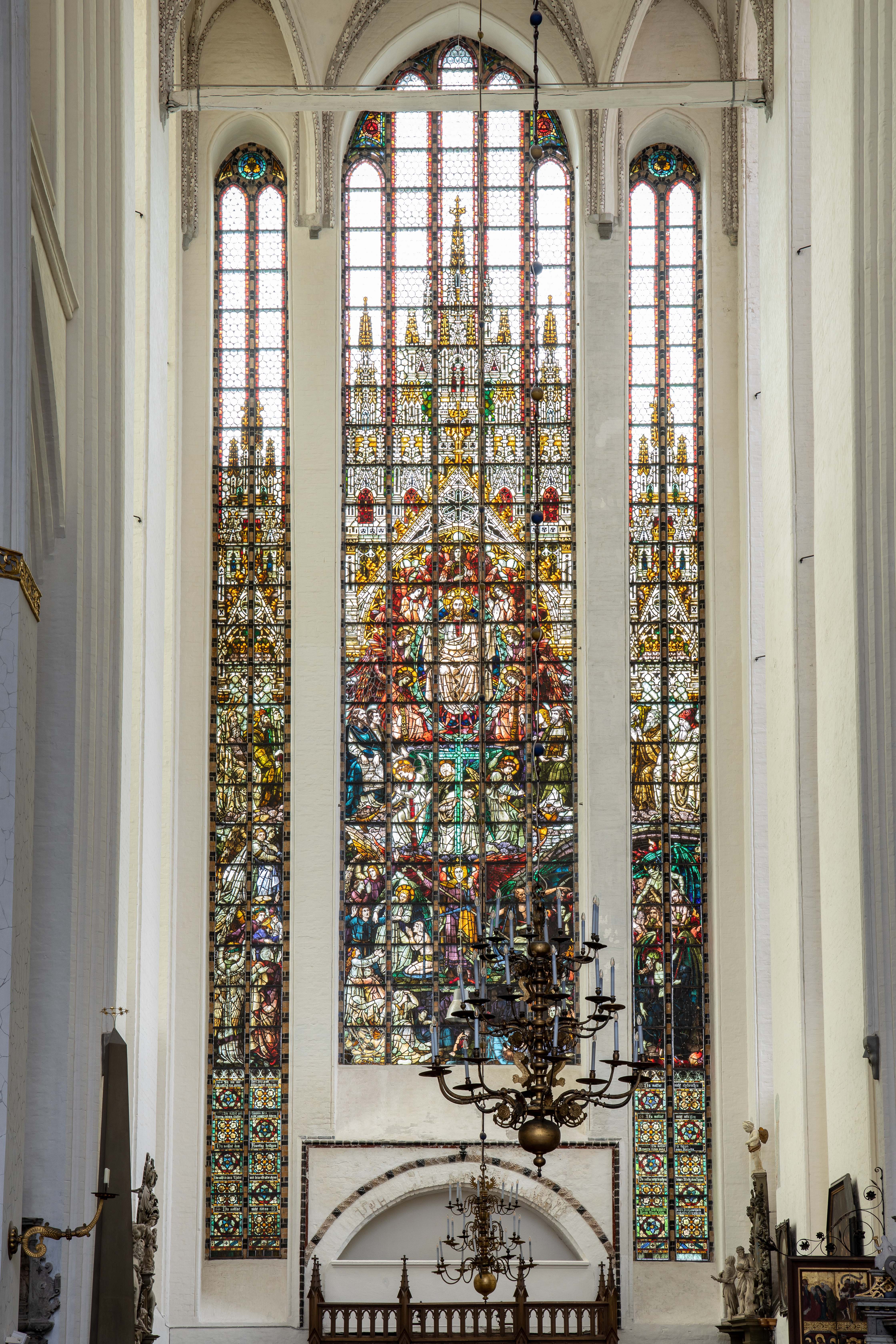
Glasfenster, Christus als Weltenrichter (1904), über dem Hauptportal im südlichen Querhaus

### Innenraum

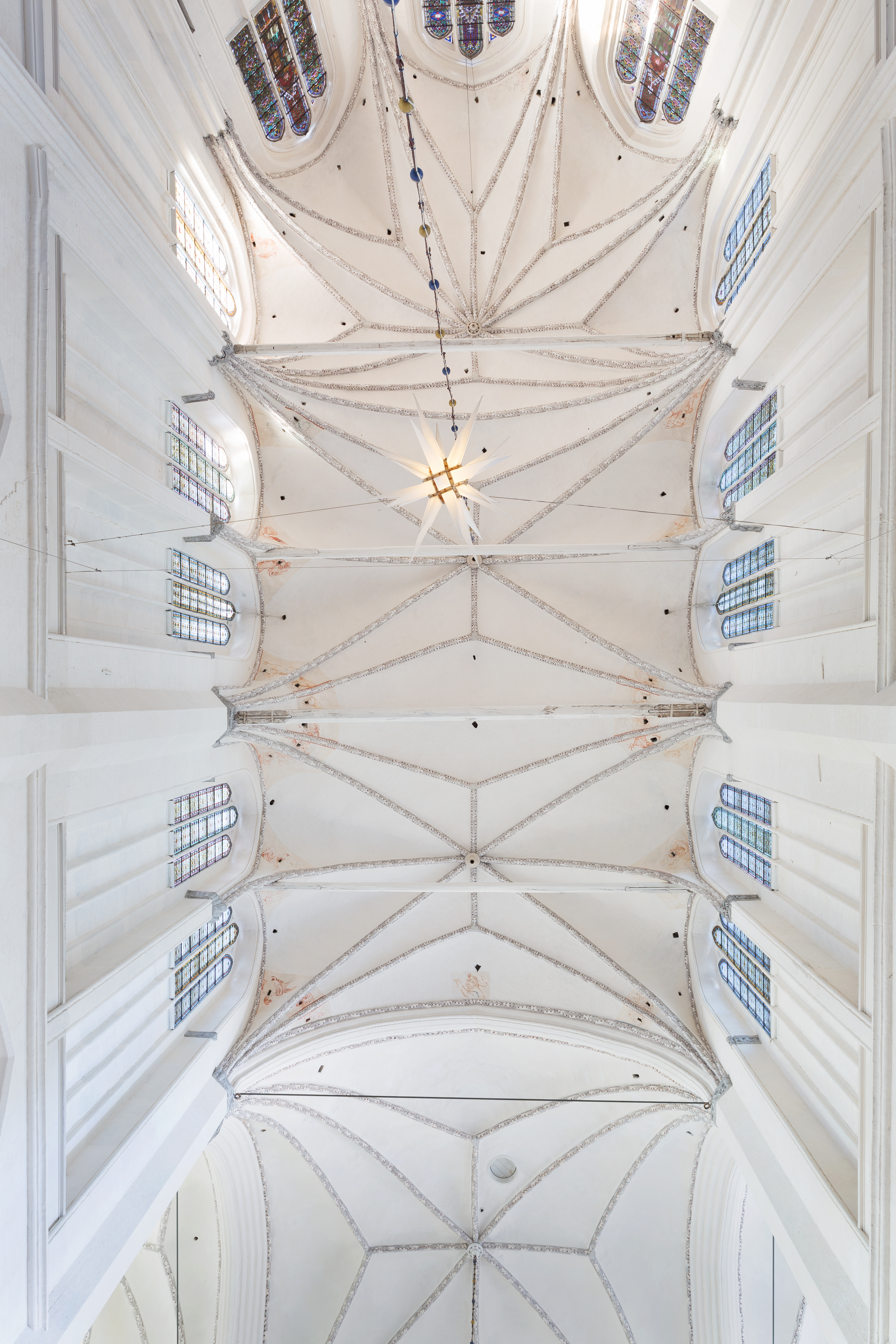
Sternrippengewölbe des Chors mit gotischer Figurenausmalung

Der Innenraum der Marienkirche wird durch das Portal des südlichen Querhauses in Höhe des dritten Jochs betreten. Der Blick durch das gesamte Querhaus bis zu den drei hohen Spitzbogenfenstern im Norden ist unverstellt. Die Vierung bildet als Schnittstelle von Quer- und Langhaus fast genau die Mitte des Kirchenbaus von St. Marien. Lediglich das östliche Langhaus ist durch den Chor, der durch drei Stufen erhöht und somit hervorgehoben ist, länger als die drei übrigen Gebäudeteile. Das westliche Langhaus wirkt durch den Einbau des massiven Orgelprospekts dagegen verkürzt.
Massige, gedrungen wirkende Pfeiler tragen über mehrfach gekehlte Bögen als oberen Raumabschluss ein Sterngewölbe, in den Seitenschiffen einfachere Kreuzrippengewölbe. Die sechs Pfeiler der Chorapsis stammen noch aus der Zeit vor Errichtung des Querhauses. Vorgelegte Dienste nehmen die Gewölberippen auf und leiten sie zum Boden. Die Stelle des üblichen Kapitellkranzes nimmt hier umlaufendes Laubwerkornament ein. Inschriften zufolge stammt das Blattwerk der übrigen Pfeiler von 1723/24.
Während das dem Eingangsportal gegenüberliegende nördliche Querhaus und der Chorumgang recht hell wirken, dringt vergleichsweise wenig Licht in den Chorraum und den Raum unterhalb der Orgelempore, da die Seitenschiffdächer sehr hoch angesetzt sind. Die Glasmalereien der Fenster des südlichen Querhauses reduzieren den Lichteinfall zusätzlich.

### Bauzustand und Sanierung
Seit 1992 konnte durch die Arbeit eines Fördervereins, die finanzielle Unterstützung von Bürgern, Bund und Land Mecklenburg-Vorpommern, der Stadt Rostock, der Deutschen Stiftung Denkmalschutz und anderer Stiftungen eine umfassende Sanierung St. Mariens in Angriff genommen werden. In der Zeit zwischen 1992 und 2005 konnten so 5,5 Millionen Euro aufgebracht werden. Seit 2004 sind die Kirchendächer wieder abgedichtet, Mauerwerk gesichert und Gewölbe restauriert worden.
2008 wurde die Sanierung der Hochgewölbe sowie der Fenster im Chorraum und im Südquerhaus abgeschlossen. Anschließend begann die Sanierung des Westbaues einschließlich der Turmdächer und des Geläutes, die 2010 beendet wurde. 2011 wurden die Fenster in der Apsis des Nordquerhauses sowie bis Anfang 2014 die Gewölbe im Kapellenkranz saniert. Im Juni 2021 wurde der letzte Sicherungsabschnitt an Fenstern des nördlichen Seitenschiffs abgeschlossen.

## Ausstattung

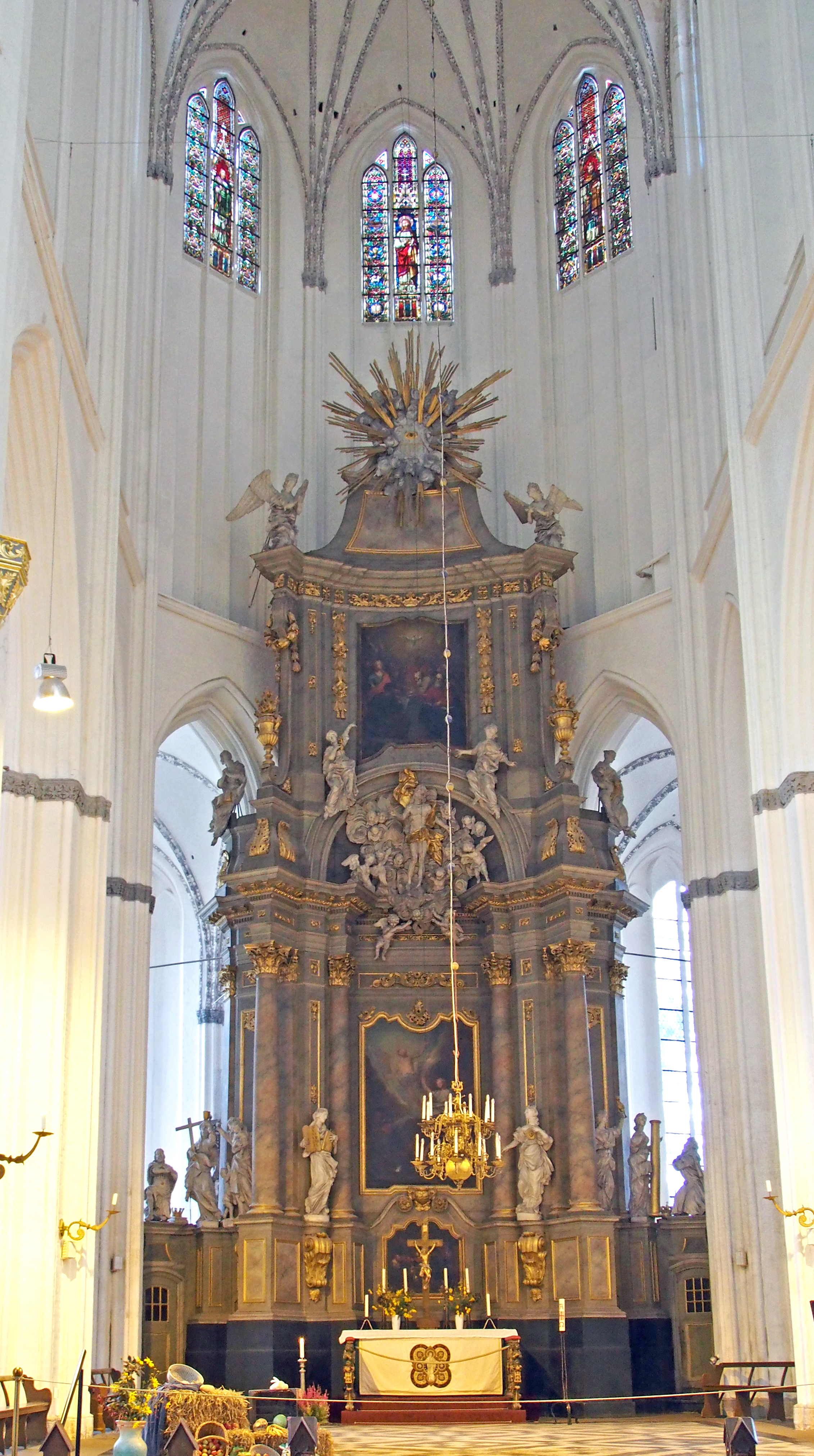
Der Hauptaltar von 1721

Die Marienkirche weist neben der Nikolaikirche Stralsund die reichste erhaltene Ausstattung im Ostseegebiet auf, obwohl große Teile davon dem Bildersturm der Reformationszeit zum Opfer fielen.

### Hauptaltar
Der Hochaltar mit zweigeschossigem barockem Architekturaufbau aus Holz wurde 1720/21 von Baudirektor Christian Rudolph Stoldt aus Berlin entworfen und von Berliner Künstlern ausgeführt: dem Maler Andreas Weißhut, dem Bildhauer Hinrich Schaffer und dem Tischler Friedrich Möller.
Der Altar ist grauoliv gefasst, die plastischen Figuren sind weiß, goldene Ornamente akzentuieren die Komposition. Der geschwungene Grundriss steht im Scheitel des Chorraumes und passt sich dem Chorschluss an. Links und rechts schließen sich Beichtstühle an den Altar an, die von den beiden alttestamentlichen Königen und reuigen Sündern David und Manasse bekrönt werden.
Motiv des gemalten Hauptfeldes ist die Auferstehung Jesu Christi, eingefasst von zwei Skulpturen, die die Gesetzestafeln, ein Buch, Sonne und Mond tragen. Außen wird diese Etage von den Personifikationen der christlichen Tugenden – Glaube, Liebe und Hoffnung – sowie der Tapferkeit umrahmt. In der Sockelzone darunter ist das Abendmahl dargestellt. Eine geschnitzte, von Putten getragene Kartusche mit einer Darstellung des Auferstandenen als Salvator Mundi bildet den Übergang vom Hauptfeld zu einem oberen Stockwerk des Altares. Auch dieses Gemälde, dessen Motiv die Herabkunft des Heiligen Geistes während des Pfingstfestes ist, wird von vier plastischen Personifikationen der Tugenden umrahmt. An der Spitze des Altars befindet sich das in einem ausladenden Strahlenkranz ruhende Auge Gottes.

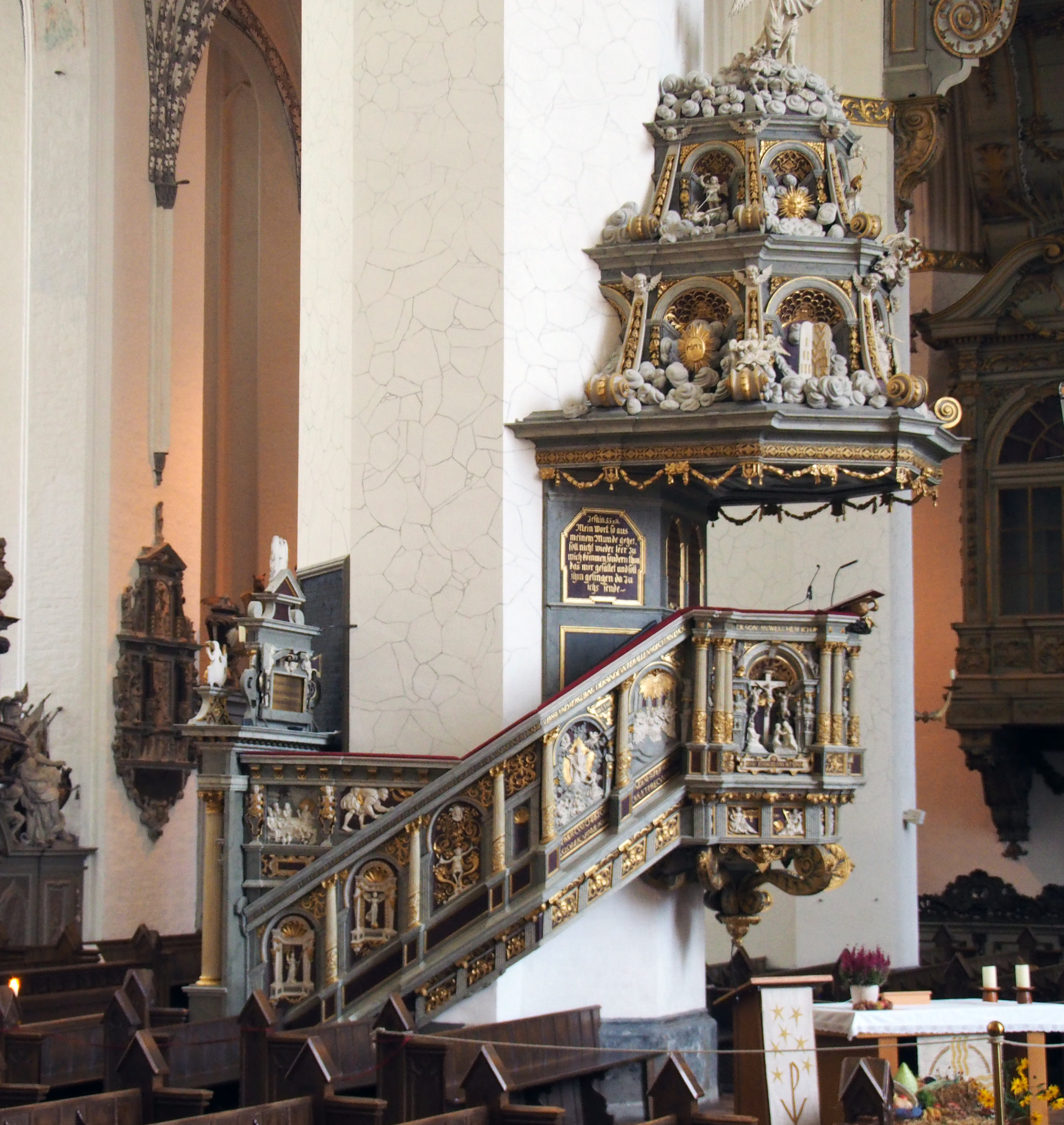
Renaissance-Kanzel von 1574, Barock-Kanzeldeckel von 1723

### Kanzel
Die Predigtkanzel befindet sich in ungewöhnlich großer Entfernung zum Altar am südwestlichen Vierungspfeiler. Der Grund dafür dürfte die relativ schlechte Akustik der Marienkirche gewesen sein, die eine größtmögliche Nähe zum Kirchenvolk nötig machte.
Es ist eine Renaissance-Holzkanzel, die 1574 angeblich der aus Antwerpen stammende, aber in Rostock ansässige Bildhauer Rudolf Stockmann († 1622) schuf. Da Stockmann, dessen Werk auch die Kanzeln der Petri- und der Jakobikirche sowie zahlreiche Epitaphien sind, jedoch erst ab 1577 in Rostock nachweisbar ist, ist diese Zuschreibung umstritten.
Auf die Kanzel gelangt man über einen um den Pfeiler geschwungenen Aufgang, der von einem Eingangsportal abgeschlossen wird. Dieses Portal ist im Aufbau der Architektur eines Triumphbogens mit seitlichen korinthischen Säulen und einem Bogenfeld über der Tür nachgebildet. Dieses Feld trägt ein Relief mit der Darstellung des Barmherzigen Samariters zwischen Mose und Johannes dem Täufer, darüber Jakobs Ringen mit dem Engel. Das Geländer der Treppe ist zeittypisch mit reichen, vergoldeten Reliefs und Ornamenten geschmückt, die am Kanzelkorb in noch prächtigerer Form und vollplastisch mit Darstellungen der Passion und Auferstehung Christi fortgesetzt werden. Ihr ikonographisches Programm ist charakteristisch für die norddeutsche Kunst der Reformationszeit.
Der Schalldeckel wurde 1723 von dem Tischler Friedrich Möller und dem Bildhauer Dittrich Hartig aus Rostock gefertigt. Er ist dem Dekor der Spätrenaissance des älteren Korbs angepasst und stellt Szenen der Apokalypse des Johannes dar.
In den Holzschnitzereien fehlten einige Figuren, und sie waren stark verschmutzt. Die Kanzel wurde deshalb von 2014 bis Frühjahr 2016 für 140.000 Euro restauriert.

### Orgel und Fürstenloge

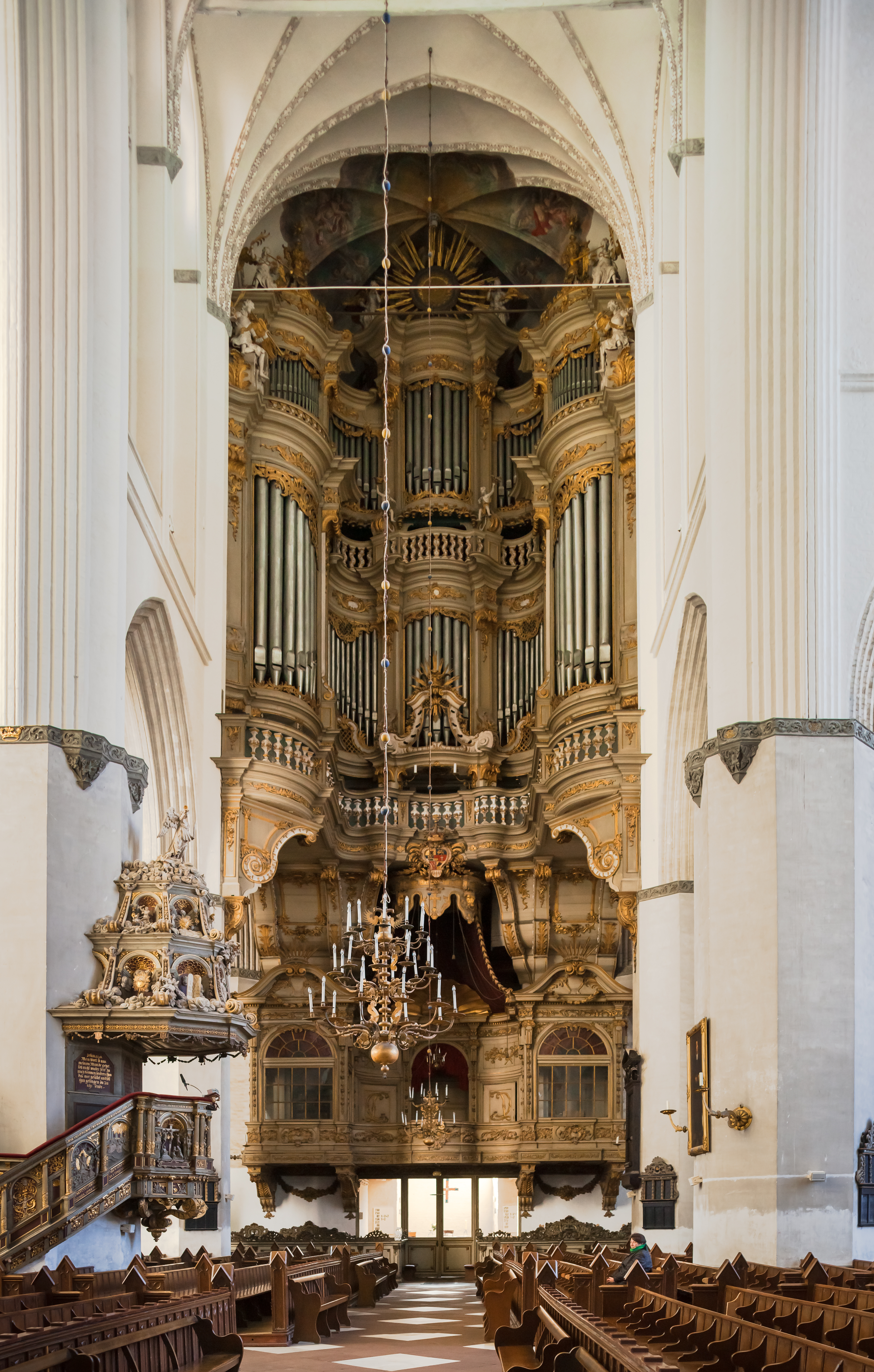
Die Orgel. Links am südwestlichen Vierungspfeiler die Predigtkanzel. Der Spieltisch steht unter dem linken Pedalturm, die Fürstenloge befindet sich direkt unterhalb der Orgel.

Die erste Erwähnung einer Orgel findet sich im Jahr 1452. Am Westwerk, dem Standort der heutigen Orgel, schuf in den Jahren 1590 bis 1593 der Mecklenburger Orgelbauer Heinrich Glowatz ein großes Instrument mit etwa 54 Registern auf drei Manualen und Pedal (Die vorhandenen Quellen beschreiben das Instrument leicht unterschiedlich). Wegen Abnutzung und Einsturzgefahr wurde dieses Instrument 1766 von dem Rostocker Orgelbauer Paul Schmidt abgetragen und durch ein neues ersetzt. Der bis zum Gewölbe ansteigende prachtvolle Orgelprospekt (1767 bis 1769) mit unterbauter älterer Fürstenempore, erbaut 1749–1751 unter Christian Ludwig II., Herzog zu Mecklenburg, und dem Ratsgestühl im westlichen Abschluss des Langhauses wurde von mehreren Rostocker Künstlern geschaffen: den Bildhauern J. A. Klingmann und J. G. Bergmann, dem Tischler Kählert und den Malern Hohhenschildt, Marggraf und Brochmann.
Wie die beiden anderen raumbeherrschenden Elemente, Altar und Kanzel, sind auch die Orgel und die Fürstenloge in Grauoliv mit goldenen Ornamenten gefasst.
Die Fürstenloge befindet sich direkt unter der Orgel. Sie wurde von Jean Laurent Legeay im Stil des Rokoko gestaltet und 1749 bis 1751 errichtet. Sie wird von zwei verglasten Balkonen flankiert und von einem Baldachin mit dem Wappen des Hauses Mecklenburg-Schwerin und den Initialen Christian Ludwigs II. gekrönt. Es ist einer der größten Herrschaftsstühle in einer Kirche.
Über der Fürstenloge ragt der Orgelprospekt auf. Die Fassade der am 2. Juli 1770 eingeweihten Orgel von Paul Schmidt ist erhalten. Da sein Orgelwerk „windsüchtig“ war, wie die Inschriften auf der Orgelempore berichten, wurde 1789 ein Um- bzw. Neubau nötig, den Ernst Julius Marx von 1790 bis 1793 ausführte. Im Inneren der Orgel ist von Schmidts Instrument nahezu nichts mehr erhalten. Nach weiteren Veränderungen im 19. und zu Beginn des 20. Jahrhunderts wurde die Orgel zuletzt 1938 von der Orgelbaumanufaktur Sauer (Frankfurt/Oder) umgebaut. Den Plan für diesen neobarocken Umbau entwarf der Berliner Domorganist Fritz Heitmann. Über 30 Register stammen aber noch aus der Zeit vor 1938, zudem wurden die Schleifladen von Marx beibehalten. Im Zweiten Weltkrieg war die Orgel notdürftig durch eine hohe Barriere von Sandkisten gegen Brandbomben geschützt. 1983 wurde das Instrument generalüberholt und 2007 von Einwirkungen der Gewölberestaurierung gereinigt. Es ist eine viermanualige Orgel mit elektropneumatischer Traktur und 83 klingenden Registern mit vier freien Kombinationen und folgender Disposition:
| I Kronwerk C–f3 |                 |       |
| 01.             | Holzprinzipal   | 08′   |
| 02.             | Pommer          | 04′   |
| 03.             | Nasard          | 2 ⁄3′ |
| 04.             | Nachthorn       | 02′   |
| 05.             | Sifflöte        | 01′   |
| 06.             | Sesquialter II0 |       |
| 07.             | Mixtur III–IV   |       |

| I Positiv C–f3 |            |        |
| 08.            | Gedackt    | 08′    |
| 09.            | Quintatön  | 08′    |
| 10.            | Oktave     | 04′    |
| 11.            | Blockflöte | 04′    |
| 12.            | Prinzipal  | 02′    |
| 13.            | Terz       | 1 3⁄5′ |
| 14.            | Quinte     | 1 ⁄3′  |
| 15.            | Cymbel III |        |
| 16.            | Dulcian    | 16′    |
| 17.            | Krummhorn0 | 08′    |
| 18.            | Regal      | 04′    |
|                | Tremolo    |        |

| II Hauptwerk C–f3 |               |       |
| 19.               | Prinzipal     | 16′   |
| 20.               | Quintade      | 16′   |
| 21.               | Oktave        | 08′   |
| 22.               | Holzflöte     | 08′   |
| 23.               | Gemshorn      | 08′   |
| 24.               | Oktave        | 04′   |
| 25.               | Rohrflöte     | 04′   |
| 26.               | Quinte        | 2 ⁄3′ |
| 27.               | Oktave        | 02′   |
| 28.               | Mixtur V–VII0 |       |
| 29.               | Scharff IV    |       |
| 30.               | Fagott        | 16′   |
| 31.               | Trompete      | 08′   |
| 32.               | Trompete      | 04′   |

| III Oberwerk C–f3 |                 |       |
| 33.               | Liebl. Gedackt0 | 16′   |
| 34.               | Prinzipal       | 08′   |
| 35.               | Spitzflöte      | 08′   |
| 36.               | Gedackt         | 08′   |
| 37.               | Oktave          | 04′   |
| 38.               | Fugara          | 04′   |
| 39.               | Gedackt         | 04′   |
| 40.               | Quinte          | 2 ⁄3′ |
| 41.               | Oktave          | 02′   |
| 42.               | Mixtur IV       |       |
| 43.               | Trompete        | 08′   |
| 44.               | Oboe            | 08′   |
| 45.               | Schalmey        | 04′   |

| IV Schwellwerk C–f3 |                    |       |
| 46.                 | Bourdon            | 16′   |
| 47.                 | Prinzipal          | 08′   |
| 48.                 | Hohlflöte          | 08′   |
| 49.                 | Gedackt            | 08′   |
| 50.                 | Salicet            | 08′   |
| 51.                 | Vox-celestis       | 08′   |
| 52.                 | Oktave             | 04′   |
| 53.                 | Zartflöte          | 04′   |
| 54.                 | Violine            | 04′   |
| 55.                 | Quinte             | 2 ⁄3′ |
| 56.                 | Waldflöte          | 02′   |
| 57.                 | Progressio III–IV0 |       |
| 58.                 | Scharff IV         |       |
| 59.                 | Fagott             | 16′   |
| 60.                 | Trompete           | 08′   |
| 61.                 | Hautbois           | 08′   |
|                     | Tremolo            |       |

| Pedal C–f1 |                  |         |
| 62.        | Prinzipalbass    | 32′     |
| 63.        | Prinzipal        | 16′     |
| 64.        | Violon           | 16′     |
| 65.        | Subbass          | 16′     |
| 66.        | Gedacktbass      | 16′     |
| 67.        | Quinte           | 10 2⁄3′ |
| 68.        | Oktavbass        | 08′     |
| 69.        | Violoncello      | 08′     |
| 70.        | Gedacktbass      | 08′     |
| 71.        | Oktave           | 04′     |
| 72.        | Nachthorn        | 04'     |
| 73.        | Flachflöte       | 02′     |
| 74.        | Rauschpfeife II0 |         |
| 75.        | Großmixtur V     |         |
| 76.        | Hohe Mixtur III  |         |
| 77.        | Posaune          | 32′     |
| 78.        | Posaune          | 16′     |
| 79.        | Stillposaune     | 16′     |
| 80.        | Trompete         | 08′     |
| 81.        | Sordun           | 08′     |
| 82.        | Clairon          | 04′     |
| 83.        | Sing. Cornett    | 02′     |

- Koppeln: I/II, I KW/III, III/II, IV/I, IV/II, IV/III, I/P, II/P, III/P, IV/P, Generalkoppel
- Spielhilfen: 4 freie Kombinationen

Im Jahr 2009 wurde ein Kolloquium zur Zukunft der Orgel veranstaltet. Seit 2019 gibt es konkrete Überlegungen zur Neu- bzw. Umgestaltung des Instruments. Herausforderungen sind die Akustik und die ungünstige Gehäuseform, die vorliegende Schadstoffbelastung, fehlender Brandschutz, problematischer Allgemeinzustand und die Berücksichtigung der Anliegen des Denkmalschutzes.
Gegenwärtiger Organist ist Karl-Bernhardin Kropf.

### Bronzefünte

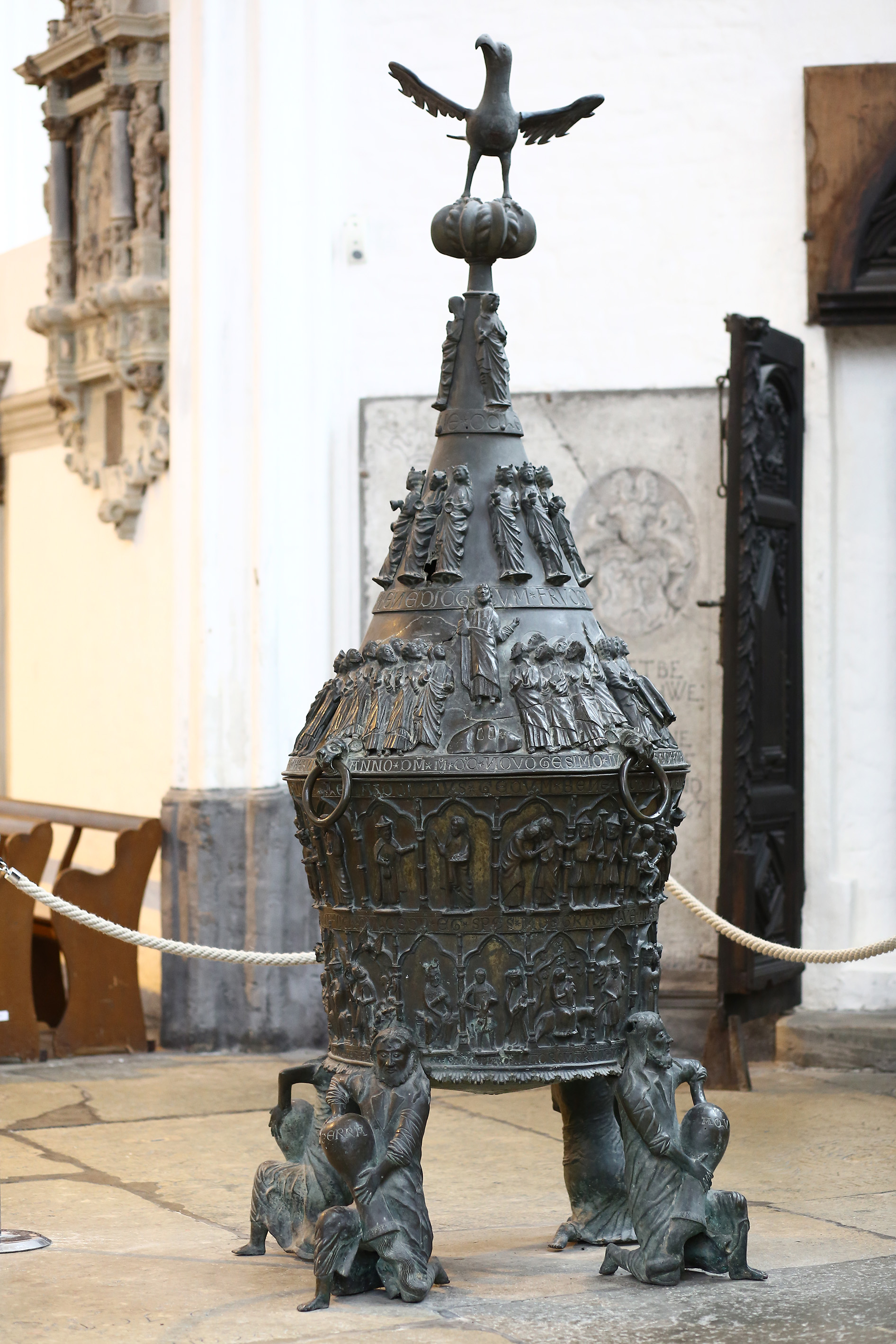
Bronze-Taufbecken im nördlichen Chorumgang, um 1290

Das gotische Taufbecken (hier eine „Bronzefünte“) in der nördlichsten Chorkapelle ist die bedeutendste und größte mittelalterliche Erztaufe im Ostseegebiet. Die Inschrift an der Unterkante des Deckels nennt Rostock als Ort des Gusses und datiert diesen oder die Weihe des Taufkessels auf Ostern 1290. Damit ist die Fünte das älteste Ausstattungsstück der Marienkirche. Die Werkstatt ist unbekannt; auf eine niedersächsische Herkunft der Künstler weisen ikonografische Ähnlichkeiten etwa mit dem Taufbecken im Hildesheimer Dom. Auch mit dem Taufkessel von St. Martini in Halberstadt bestehen Ähnlichkeiten. Kessel und Deckel sind stilistisch und technisch unterschieden und stammen wohl von verschiedenen Künstlern.
Der runde, sich konisch nach unten verjüngende Kessel wird von vier Männerfiguren mit großen Amphoren getragen, die Personifikationen der vier Paradiesströme ähneln, hier aber durch Inschriften als Allegorien der vier Elemente bezeichnet sind.
Zwei Streifenzonen auf dem Becken und drei auf dem Deckel – jeweils durch Schriftbänder voneinander getrennt, die in gotischen Majuskeln verkürzte Formen des Ave Maria und des Salve Regina enthalten – sind mit reichem Figurenschmuck bedeckt. Anders als die Reliefs des Kessels sind die Figuren des spitzkegeligen Deckels nicht mitgegossen, sondern wurden nachträglich aufgenietet.
Die Szenen der beiden Reihen auf dem Kessel stellen unter kleeblattbogigen Säulenarkaden Leben und Passion Christi dar.
Der unterste Streifen des Deckels zeigt Taufe und Himmelfahrt Jesu im Hochrelief. Eine ikonografische Besonderheit ist der Typus des entschwindenden Jesus, wobei Christus hier Fußabdrücke auf der Erde hinterlässt. Begleitfiguren verkörpern die Einheit der Kirche. Der mittlere Deckelstreifen ist mit den klugen und törichten Jungfrauen besetzt, ganz oben sind drei weibliche Heilige dargestellt.
Ein sich in die Lüfte emporschwingender Adler auf einem achtteiligen Knauf krönt die insgesamt 2,95 Meter hohe Fünte. Die monumentale Größe rührt von der bis ins 15./16. Jahrhundert üblichen Sitte, Täuflinge mit dem ganzen Körper in das Wasser einzutauchen.
Ursprünglich war die Fünte im mittleren Turmuntergeschoss aufgestellt. Während des Zweiten Weltkrieges war sie zum Schutz vor den Luftangriffen in die Dorfkirche Belitz ausgelagert, 1945 vor Eintreffen der Roten Armee vergraben worden und 1951 kehrte sie nach St. Marien zurück. Dadurch hat das Metall teilweise Schaden genommen, die Flügel des Adlers mussten nach dem Krieg durch Holzflügel ersetzt werden und konnten erst 1998 gegen bronzene ausgetauscht werden.

### Astronomische Uhr

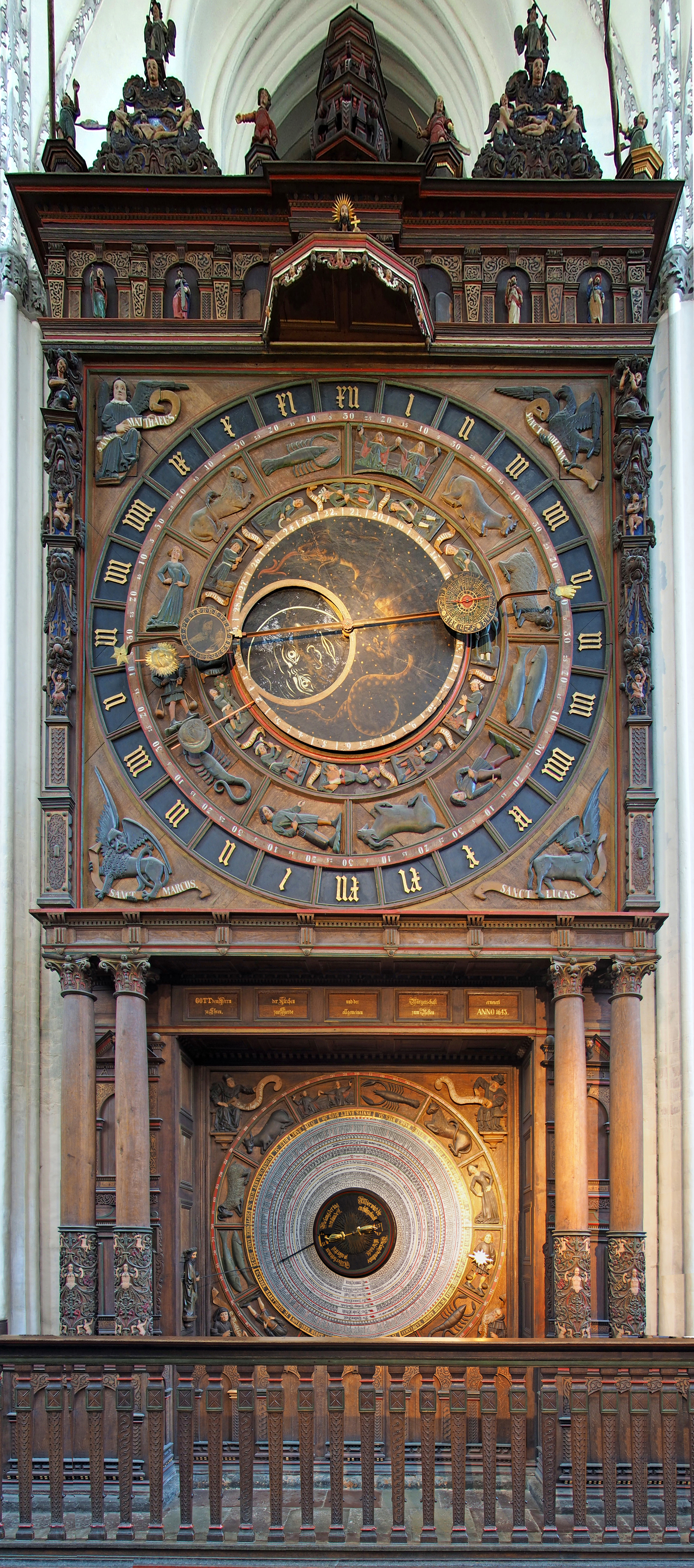
Die Astronomische Uhr mit dem fünften Kalendarium für die Jahre 2018–2150

Im Chorumgang füllt hinter dem Hochaltar eine elf Meter hohe astronomische Uhren-Anlage den gesamten Raum zwischen zwei Pfeilern aus. Das Ziffernblatt ist über 16 m2 groß. Urkunden belegen, dass eine erste Uhr 1379 vermutlich vom Uhrmacher Nikolaus Lilienfeld erbaut wurde, der 1394 auch die astronomische Uhr in St. Nikolai zu Stralsund anfertigte. Es war deshalb vermutlich eine Astrolabiumsuhr – gleich wie die noch erhaltene (nicht mehr gängige) Stralsunder Uhr. Auftraggeber dieser ersten Uhr war die Marientiden-Bruderschaft, der sogenannte „Herren-Kaland“, in dessen Besitz sich die Kapelle befand. Mitglieder dieser Bruderschaft waren ausschließlich die Spitzen der Rostocker Gesellschaft, darunter der Bürgermeister, Universitätsprofessoren, Mitglieder des Fürstenhauses und der Adel der Region. Gegenüber der Uhr stand der Marienaltar der Bruderschaft mit einem bedeutenden Marien-Gnadenbild.
Zum 26. Oktober 1472 hatten der Schweriner Bischof Werner Wolmers und Michael von Rentelen in Rostock einen Ablass zugunsten der Marienkirche erteilt, damit sie ein neues Kupferdach und eine neue Uhr bekommen könne. Am gleichen Tag erhielt auch der große Herren-Kaland eine Ablassbestätigung für bestimmte gute Werke. Die neue Uhr war die erneut vom Herren-Kaland in Auftrag gegebene Astronomische Uhr.
Im selben Jahr ersetzte Hans Düringer die wahrscheinlich zwischenzeitlich zerstörte Uhr durch eine neue, die keine Astrolabiumsuhr mehr ist. Die zueinander relativen Bewegungen am Himmel werden nicht mehr anschaulich dargestellt. Sie werden einzeln mit rotierenden Zeigern, gleich wie die Bewegung der Sonne relativ zum Horizont, durch den Stundenzeiger angedeutet.
Die Uhr wurde wenig umgebaut oder erweitert, so dass sie heute noch in ihrem annähernd originalen Zustand ist. Sie funktioniert auch noch und die fünf Werke werden täglich von Hand aufgezogen. 1641 bis 1643 erfolgte die erste größere Instandsetzung und Erweiterung, die der Uhrmachermeister Lorenz Borchhard (aus Rostock) ausführte. Das Uhrengehäuse erhielt einen Renaissance-Rahmen. Das Figurenspiel wurde erweitert und durch ein Musikspiel ergänzt. Das Musikspiel, dessen Melodien über eine Walze mit veränderbaren Stiften frei programmiert werden können, ertönt zu jeder vollen Stunde. Der über der Hauptuhr angebrachte Figurenumzug erscheint zur 12. und zur 24. Stunde. 1710 wurde die Spindel-Waag-Hemmung durch eine Pendel-Haken-Hemmung ersetzt.
Der äußere Ring der Hauptuhr ist die Skala für die 2-mal-12-Stunden-Zählung einer Großen Uhr. Dazu gehört der im Uhrzeigersinn drehende Stundenzeiger. Nach innen schließen sich eine Tierkreiszeichenskala und eine Skala mit Monatsbildern an. Im Zentrum drehen sich außer dem Stundenzeiger zwei Scheiben im Gegenuhrzeigersinn. Die vordere Sonnenscheibe dreht sich über der darunter liegenden Mondscheibe. Beide tragen an ihrem Rand je einen Sonnen- bzw. Mondzeiger. Der Sonnenzeiger überstreicht mit seiner Scheibe in 365 Tagen die Tierkreiszeichen- und die Monatsbilderskala (Anzeige des Tierkreiszeichens, das die Sonne durchläuft, und des Monats). Der Mondzeiger überstreicht mit seiner Scheibe in 27 1/3 Tagen (siderischer Monat) die Tierkreiszeichen-Skala (Anzeige des Tierkreiszeichens, das der Mond durchläuft; Zusammentreffen mit dem Sonnenzeiger nach jeweils einem synodischen Monat). Die Sonnenscheibe hat eine runde exzentrische Öffnung. Unter der Öffnung ist die Mondscheibe über je einen halben Umfang hell bzw. dunkel. Auf diese Weise werden die Mondphasen als Bildchiffre angezeigt (dunkle Öffnung bei Neumond, helle Öffnung bei Vollmond, dazwischen teilweise dunkel und hell bzw. hell und dunkel bei zunehmendem bzw. abnehmendem Mond).
1943 wurde die Uhr zum Schutz gegen Bombenangriffe eingemauert und erst 1951 wieder freigelegt. 1974/77 wurden die aus insgesamt 2000 Einzelteilen bestehenden fünf Werke restauriert.

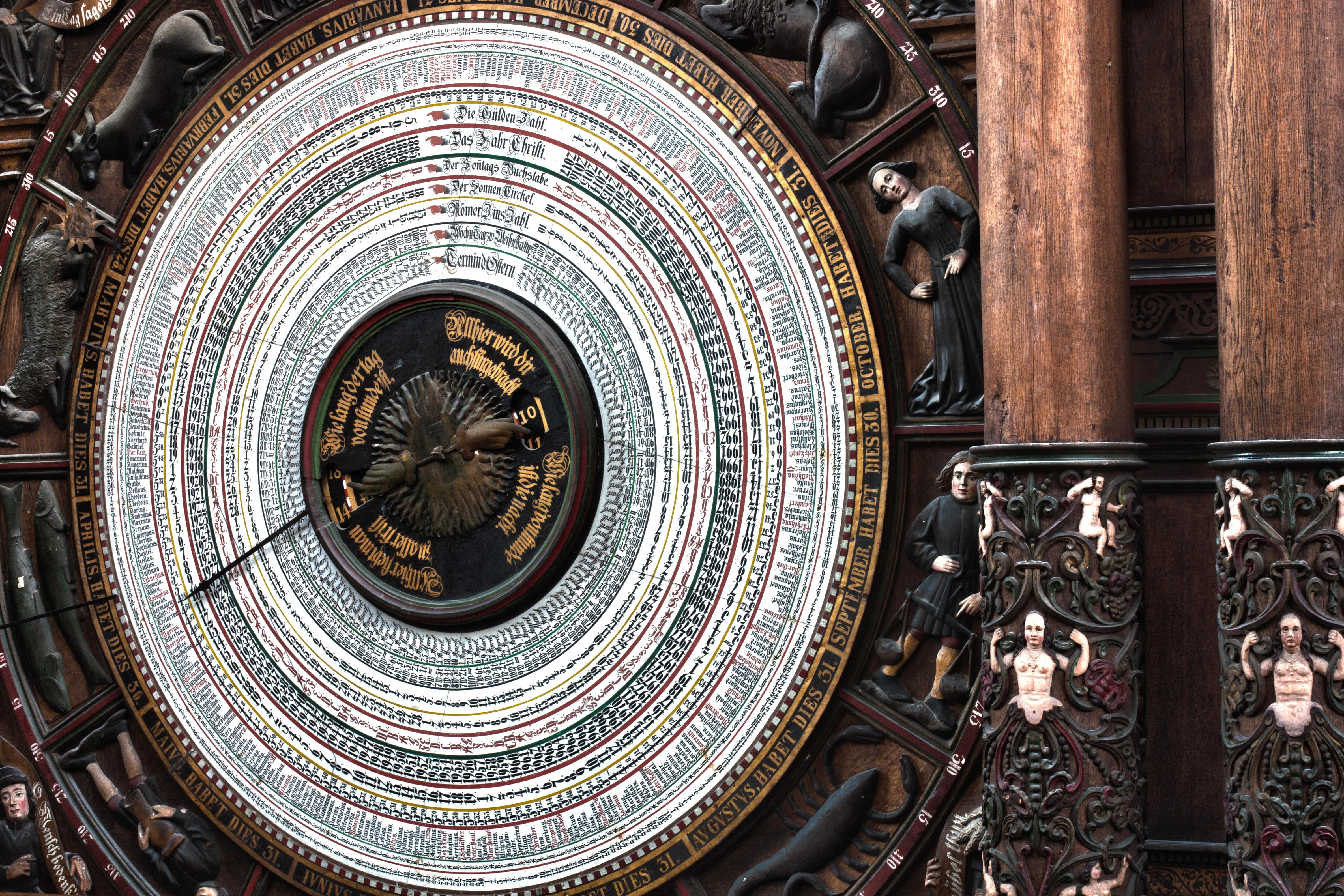
Das vierte Kalendarium der Astronomischen Uhr für die Jahre 1885–2017

Unter der Hauptuhr befindet sich ein Kalendarium. Dessen Kalenderscheibe läuft im Uhrzeigersinn einmal im Jahr herum. Auf sie ist ein fixer radialer Zeiger, der von einer links neben der Scheibe unterhalb deren Mitte befindlichen Person (Kalendermann) gehalten wird, gerichtet. Mit seiner Hilfe sind die Angaben in den fünf äußeren Kreisskalen der Scheibe ablesbar. Es handelt sich um das Kalenderdatum (Monat und Tag) und „ewige“, jedem Tag des Jahres fest zugeordnete Angaben (Tagesbuchstabe, Tagesheiliger und Uhrzeit des Sonnenaufgangs). Die inneren Skalen der Scheibe enthalten konstante Daten eines Kalenderjahres, die in einer kreisförmigen Tabelle dargestellt sind. Dass die Scheibe sich zusammen mit dem Jahreskalender dreht, ist eigentlich unnötig. Auf der sechsten Skala von außen haben 133 Jahreszahlen Platz. Jeder dieser Zahl folgen Jahreskonstanten (Goldene Zahl, Sonntagsbuchstabe, Sonnenzirkel, Römer-Zinszahl, Tagesdistanz zwischen Weihnachten und Beginn der Fastenzeit und Osterdatum). Vier dieser Konstanten (außer Römerzinszahl) stehen im Zusammenhang mit dem Osterdatum. Tag- und Nachtlänge sind durch je ein Fenster in einer ruhenden zentralen Abdeckscheibe von zwei weiteren, innersten Skalen ablesbar. An dieser Abdeckscheibe ist auch ein weiterer radial über der drehenden Scheibe angebrachter Stab befestigt, dessen Funktion unklar ist.
Die derzeitige Scheibe ist die vierte, wegen der beschränkten inneren Tabelle jeweils nur während 133 Jahren benutzbaren Kalenderscheiben. Ihre Tabelle reicht von 1885 bis 2017. Ab November 2017 wurde die ab 2018 gültige fünfte Scheibe montiert. Sie wurde von Manfred Schukowski berechnet und folgt in der Gestaltung der Scheibe von 1855, wurde zum 1. Januar 2018 in Gebrauch genommen und reicht bis 2150. Flankierend dazu wurde die Mechanik überholt. Diese Uhr ist ausführlich dokumentiert.

### Rochusaltar

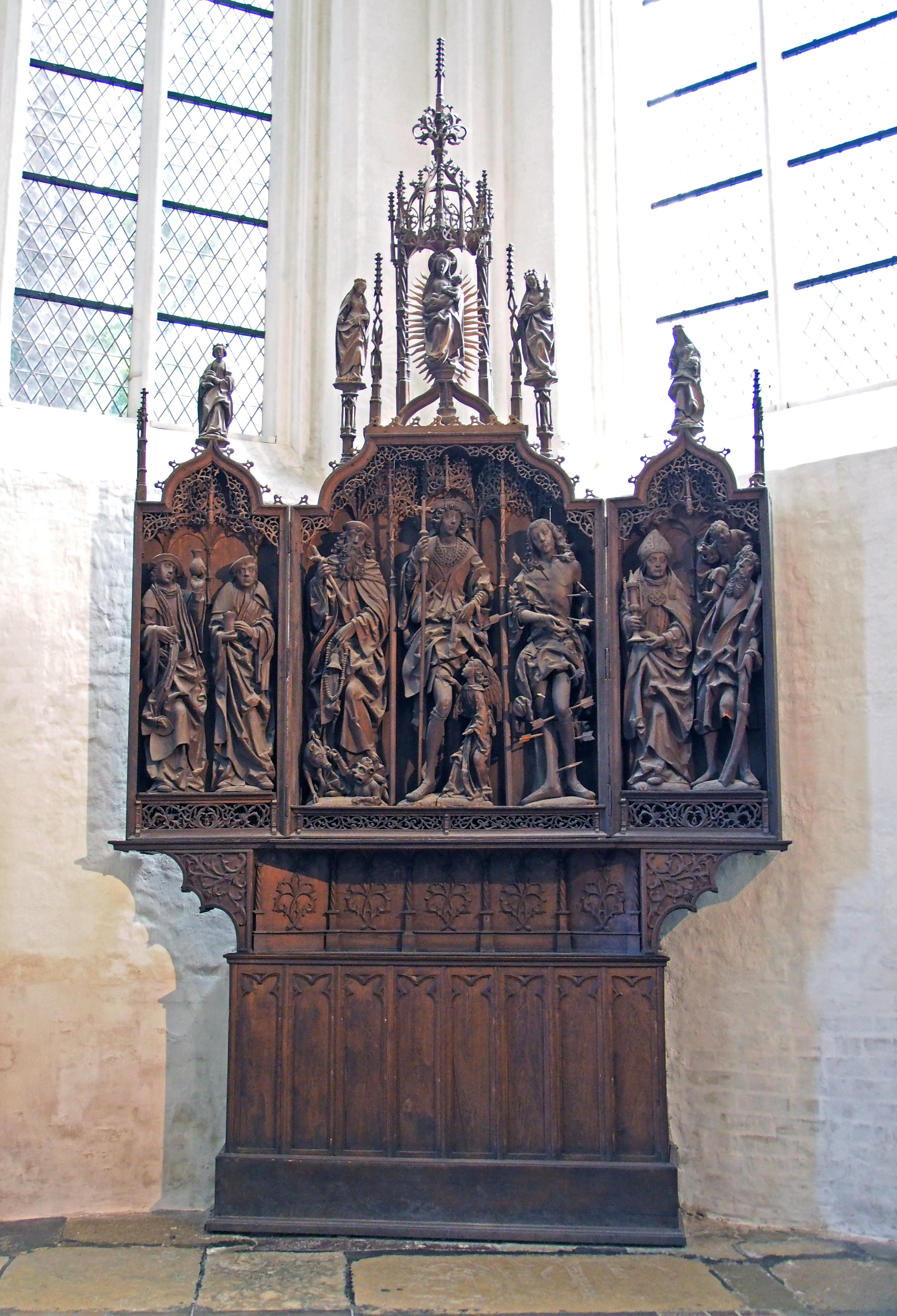
Der Rochusaltar

Der zwischen Spätgotik und Frührenaissance stehende Rochusaltar aus der Zeit um 1530 in der südöstlichen Chorkapelle ist eine Stiftung der Zunft der Barbiere und Wundärzte, deren Schutzheilige Cosmas und Damian den linken Flügel des Triptychons ausfüllen. Im Zentrum des Schnitzretabels stehen die beinahe lebensgroßen, fast vollplastischen Figuren der Heiligen Rochus, Sebastian und Antonius. Während Rochus und Sebastian Schutzheilige gegen Pest und Seuchen sind, wurde Antonius zum Schutz vor Mutterkornvergiftungen und Tierseuchen angerufen. Im rechten Altarflügel sind Christophorus und der heilige Bischof Hugo von Rouen dargestellt.
Im Gesprenge vervollständigen Maria und vier weibliche Heilige das gestalterische Programm: Katharina von Alexandrien, Barbara und Margarethe, die wie Christophorus zu den Vierzehn Nothelfern zählen, und Dorothea.
Der Schnitzaltar mit den für den norddeutschen Raum untypischen großen Vollplastiken ist wohl importiert worden oder setzt zumindest die Kenntnis süddeutscher Vorbilder voraus. Als Herkunftsregion kommt besonders der Niederrhein in Betracht. Darauf weisen Formelemente wie Kielbogenabschlüsse und das Gesprenge hin. Vergleichbares gibt es jedoch auch in der Lübecker Werkstatt des Benedikt Dreyer.
Es ist ein erhaltener Nebenaltar von ehemals 39, die in dieser Kirche standen.

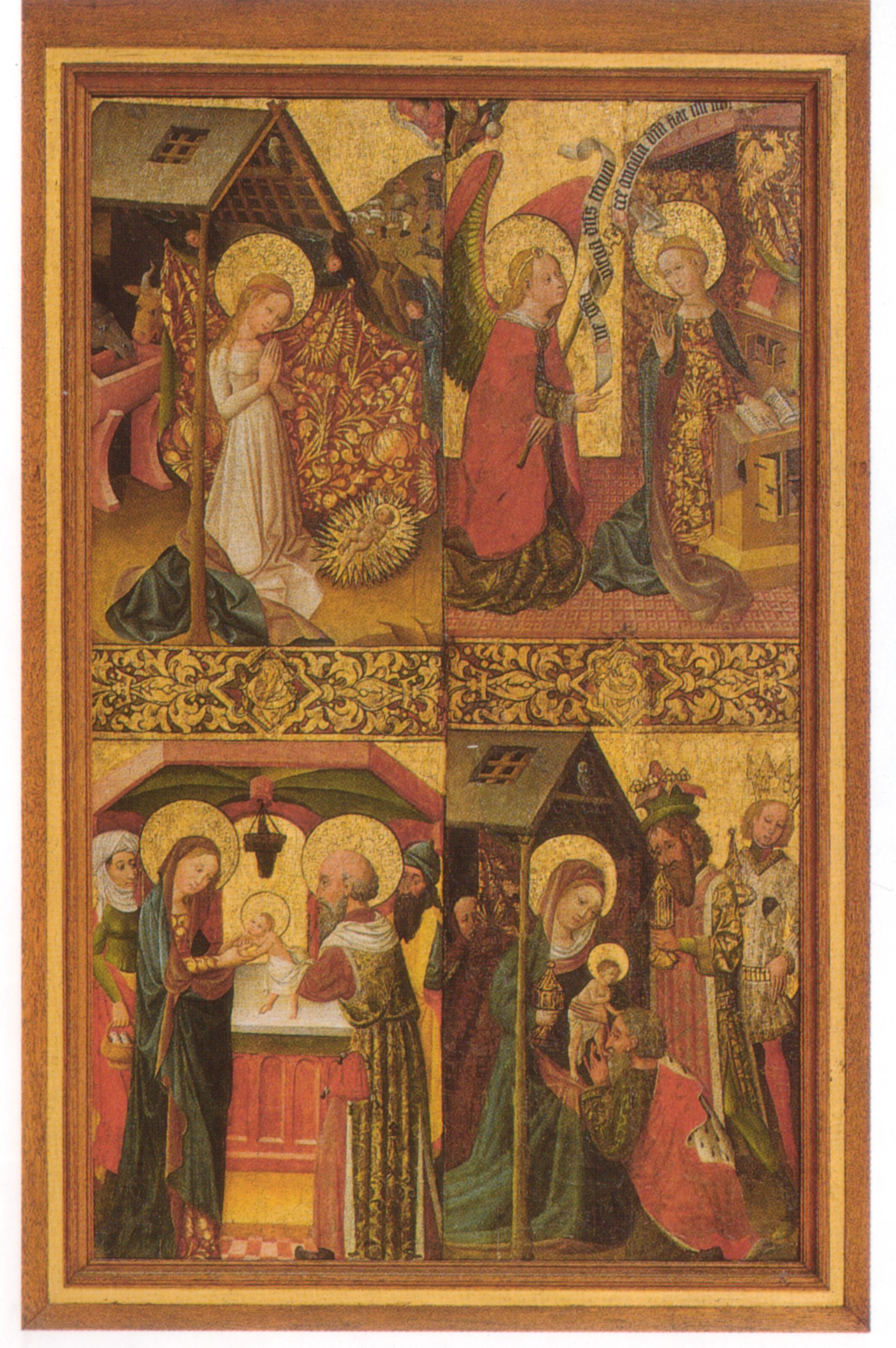
Flügel des Marienaltars (um 1430/40).

### Weitere Ausstattung

Ehemaliger Hochaltar der Nikolaikirche im nördlichen Querhaus.

Ein einzelner, beidseitig bemalter Retabelflügel, angeblich von einem Marienaltar, ist im südlichen Querhausarm erhalten. Er zeigt auf beiden Seiten jeweils vier Szenen, von der Verkündigung der Geburt Jesu durch den Erzengel Gabriel bis zur Anbetung der Könige und der Passion Christi. Aus stilistischen Gründen wird er um 1430/40 datiert und in den Umkreis des Hamburgers Meister Francke eingeordnet. Dem Künstler werden neben dem Marienaltar die Malereien der Hauptaltäre der Wismarer Georgenkirche und der Johanniskirche in Malchin zugeschrieben, nach dem der Maler den Notnamen Meister des Malchiner Altars erhielt.
Gegenüber dem Eingangsportal, im nördlichen Querhaus, steht der ehemalige Hochaltar der Nikolaikirche. Der Altar stammt aus einer Rostocker Werkstatt und wurde im dritten Viertel des 15. Jahrhunderts geschnitzt. Die gleiche Werkstatt schuf den Altar in der Heiligkreuzkirche.
In der westlich daran angrenzenden Kapelle, der sogenannten „Brökerkapelle“, steht eine spätgotische Mondsichelmadonna, die wahrscheinlich aus dem ersten Viertel des 16. Jahrhunderts stammt. An der nördlichen Wand der Kapelle hängt ein Teppich mit Applikationsarbeiten aus der ersten Hälfte des 16. Jahrhunderts. Die Motive lassen auf eine liturgische Bestimmung des Wandteppichs zum Fest der Verkündigung des Herrn schließen. In das Fenster darüber sind die einzigen spärlichen Reste mittelalterlicher Glasmalerei der Marienkirche eingearbeitet. An der linken Wand der Kapelle hängt ein weißes Leinentuch mit bunter Seidenstickerei, das sogenannte „Hochzeitstuch“, aus dem 16. Jahrhundert, auf dem über einem Wappen ein Paar dargestellt ist. Tiere, ein Dudelsackspieler, Ranken- und Blütenornamentik füllen den Rest des gut drei Meter langen und knapp 70 Zentimeter breiten Tuches aus.

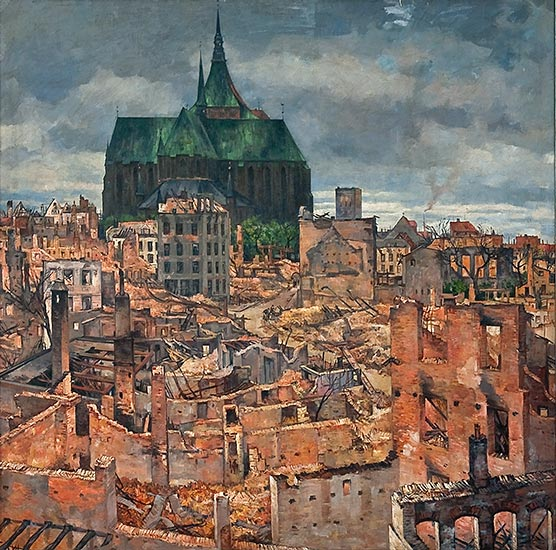
Egon Tschirch: Die zerstörte Stadt (1942), Marienkirche

An Pfeilern und Wänden finden sich zahlreiche Tafelbilder, darunter zwei Lazarusdarstellungen des 17. Jahrhunderts, und mehrere Porträts von Pastoren aus dem 17. und 18. Jahrhundert. Von den einstigen Glasmalereien haben sich infolge der Kriegsschäden nur Reste erhalten. Die Darstellung des Jüngsten Gerichts im südlichen Querhaus stammt aus dem Jahr 1906 und wurde von einer Innsbrucker Werkstatt geschaffen. Im Chorumgang hängt ein Schiffsmodell des Fregattseglers „Carl Friedrich“ von 1840.
Im östlichen Langhaus hängen 2 Gemälde des Rostocker Malers Egon Tschirch. In „Die zerstörte Stadt“ hielt Tschirch die großflächige Vernichtung des Zentrums Rostocks 1942 fest. Die nur zum Teil beschädigte Marienkirche erhebt sich aus Ruinen.

### Grabkapellen und Epitaphe

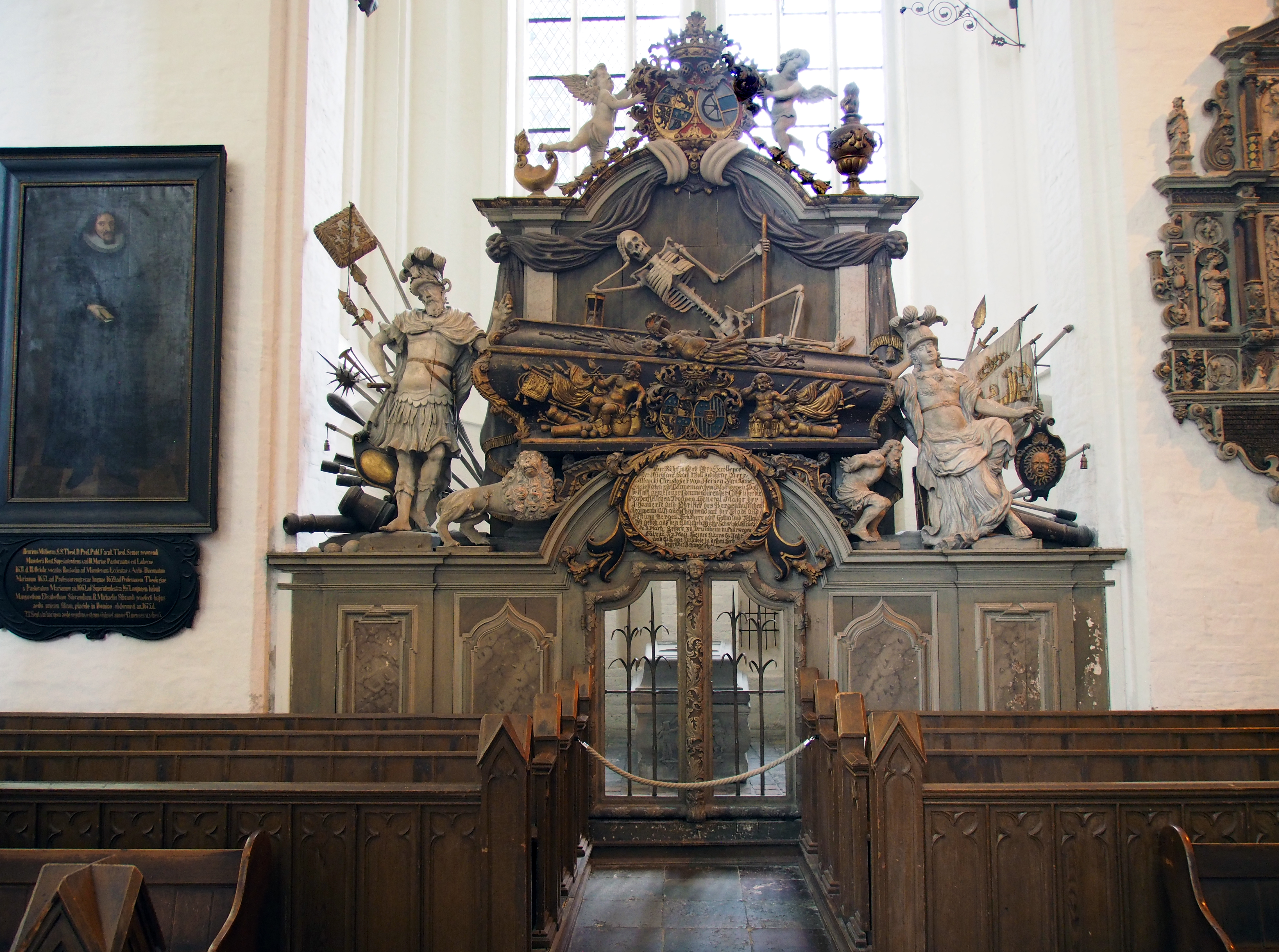
Grabkapelle des dänisch, norwegischen Generals Albrecht Christoffer von Heinen und Familie

Die Seitenschiffkapellen am Langhaus und am Chor dienten früher als Grüfte und wurden mit aufwendigen hölzernen Architekturschauwänden versehen. Drei dieser Grüfte sind heute noch im südwestlichen Seitenschiff des Langhauses vorhanden. Die erste Langhauskapelle in der Ecke neben dem Eingangsbereich ist das Meerheimbsche Erbbegräbnis von 1820 mit einer Schauwand in Form einer Tempelfront. Zwei Epitaphe der Spätrenaissance für die Familien von Kosse und von Lehnsten füllen den Zwischenraum zur nächsten Kapelle aus. Hier ist die Grabkapelle der Familie von Heinen. Nach dem Tod des dänisch, norwegischen Generals Albrecht Christoffer von Heinen (geboren 3. März 1651, gestorben 2. Mai 1712) ließ dessen Ehefrau um 1714 diese mittelalterliche Einsatzkapelle errichten. Zunächst nur für den General vorgesehen wurden später auch seine Ehefrau Margareta von Heinen (1672–1732), die Tochter Friederike Maria von Heinen (–1748) und der Sohn Christian Ludwig von Heinen (16. Januar 1698–21. September 1749) hier bestattet, in den einzigen drei Sandsteinsarkophagen der St.-Marien-Kirche. Die Kriegswaffen über der Eingangstür weisen auf die militärische Karriere Albrecht Christopher von Heinens hin, zentral ist als Memento mori der Tod als liegendes Skelett mit Stundenglas und Hippe dargestellt.
Daneben liegt die frühere „Schusterkapelle“, später „Vorsteherstube“, die im 18. Jahrhundert Grabkapelle der Familie von Clausenheim war, wovon ihr monumentales Wappen über der Abgrenzung zum Kirchenschiff zeugt, und dann Begräbnisstätte für den Rostocker Zweig der Schriftstellerfamilie Mann war. Wie die meisten Sarkophage aus der Marienkirche wurden auch sie auf Friedhöfe umgebettet. Die Fenster über der Kapelle wurden 1896 von August Friedrich Mann gestiftet und zeigen Bildnisse mehrerer Familienmitglieder. Zwischen beiden Kapellen hängt das Gulesche Epitaph aus dem frühen 17. Jahrhundert. Weitere Epitaphe und zahlreiche Grabsteine sind über den ganzen Kirchenraum verteilt.

### Glocken

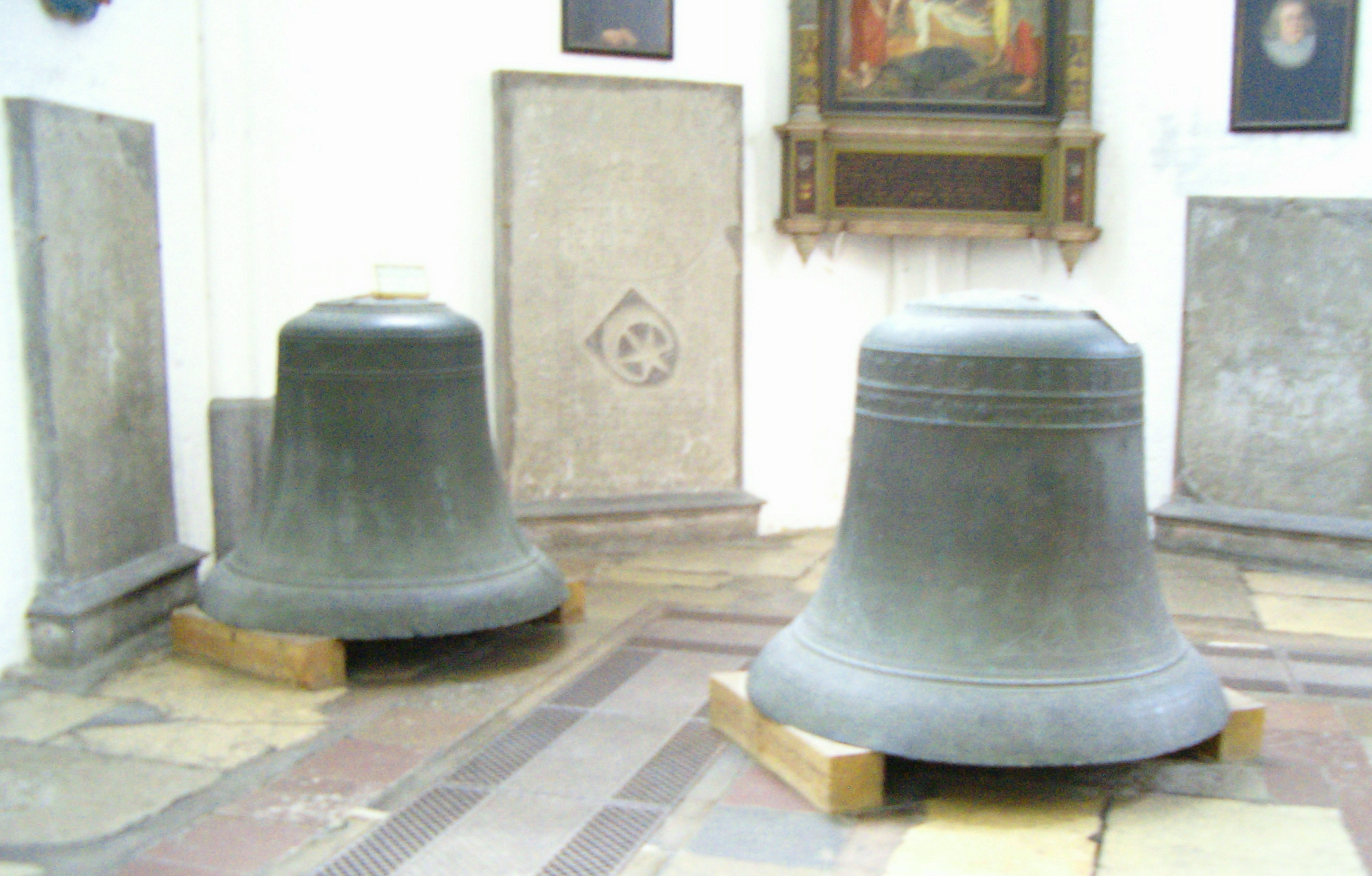
Bürgerglocke (links) und Große Glocke in der nordöstlichen Kapelle des Chorumgangs (vor der Restaurierung)

Das historische Geläut der Kirche hatte sich infolge des Zweiten Weltkriegs auf vier Glocken reduziert, die außerdem an verschiedenen Orten genutzt bzw. gelagert wurden. In der nordöstlichen Kapelle des Chorumgangs standen bis 2009 die beiden ältesten Kirchenglocken der Marienkirche, die beide gesprungen waren. Um 1300 wurde die Bürgerglocke gegossen; die Große Glocke goss Rickert de Monkehagen im Jahre 1409. Beide wurden 1950 geschweißt, die Risse brachen aber beim Probeläuten wieder auf. Die Kronen dieser beiden Glocken waren schon Jahrzehnte vorher wegen technischer Änderungen der Aufhängung abgetrennt worden. Nahezu unbeschädigt war die Bleichermädchen genannte Glocke, die von 1980 bis 2009 an der Ecke von Langhaus und südlichem Querschiff stand. Diese Glocke stammt ebenfalls aus der Gießerwerkstatt Monkehagen und wurde 1450 gegossen. Diese drei Glocken wurden 2009 zusammen mit der im Kirchenschiff von St. Petri abgestellten, 1554 von Hans Lavenpris gegossenen Wächterglocke in das Glockenschweißwerk Lachenmeyer in Nördlingen gebracht. 2010 erhielten die beiden großen Glocken neue Kronen, ihre Risse wurden geschweißt. Die kleineren Glocken erhielten neue Kronenhenkel. Im November 2010 kehrten sie in den Turm zurück. Am 14. Januar 2011 wurde die vom Bildhauer Wolfgang Friedrich gestaltete Betglocke zur Entlastung des Altbestandes in der Karlsruher Glockengießerei Bachert gegossen. Im Mai 2011 wurden dann die vier mittelalterlichen und die neuen Glocke geweiht und in Dienst genommen. Am 28. Oktober 2011 goss dieselbe Gießerei schließlich noch die ebenfalls von Wolfgang Friedrich gestaltete Sakramentsglocke, die zur zusätzlichen Schonung des Altbestandes angeschafft worden ist.
Von 1980 bis 2010 bestand das Geläute der Marienkirche aus drei Glocken. Die älteste wurde 1548 von Peter Matze gegossen (≈1.250 kg, Durchmesser ≈1.300 mm, Schlagton e1) und überstand 1942 die Zerstörung der Petrikirche; sie gelangte danach in den Turm der Marienkirche. Im Jahr 1979 lieferten Apoldas letzter Glockengießermeister Peter Schilling und seine Frau Margarete Schilling zwei Bronzeglocken (3456 kg, Durchmesser 1710 mm, Schlagton h0 und 1948 kg, Durchmesser 1400 mm, Schlagton d1).
Diese Glocken hingen an tief gekröpften Stahljochen, die zu erheblichen Klangeinbußen führten. Dieses Dreiergeläut soll, technisch saniert, im Rahmen des für die Petrikirche projektierten Glockenprojekts wieder in Betrieb gehen, um das notdürftige Eisenhartguss-Geläut im Glockenträger vor der Kirche zu ersetzen.
In der Turmlaterne hängt starr die Stundenglocke von 1379, die ebenfalls aus der Werkstatt Monkehagen stammt und seit Dezember 2009 wieder über einen Uhrschlag-Hammer verfügt.
Übersicht über das heutige Geläut an St. Marien nach der Restaurierung der mittelalterlichen Glocken und Zuguss von Betglocke und Sakramentsglocke:
| Nr. | Name             | Gussjahr | Gießer                     | Durch- messer (mm) | Masse (kg) | Schlagton (HT-1/16) | Inschrift (Übersetzung) |
| 1   | Bürgerglocke     | um 1300  | unbekannt                  | 1705               | 3147       | c1 –5               | (+) CONSOLOR VIVA * FLEO MORTVA * PELLO NOCIUA * O REX GLORIAE UENI CVM PACE + (Ich tröste die Lebenden, ich beweine die Toten, ich vertreibe das Schädliche. O König der Herrlichkeit, komme mit Frieden.) |
| 2   | Große Glocke     | 1409     | Rickert de Monkehagen      | 1775               | 4226       | d1 –1               | o rex glorie criste veni cvm pace * anno domini millesimo ccccix in vigilia assvmpcionis marie virginis fvsa est ista campana deo laus * (O König der Herrlichkeit, Christus, komme mit Frieden. Im Jahre des Herrn 1409, am Vorabend der Aufnahme der Jungfrau Maria, ist diese Glocke zum Lobe Gottes gegossen worden.) |
| 3   | Betglocke        | 2011     | Glockengießerei A. Bachert | 1362               | 1915       | e1 –1               | Rm 8,26 DER GEIST HILFT UNSERER SCHWACHHEIT AUF. DENN WIR WISSEN NICHT, WAS WIR BETEN SOLLEN, / WIE SICH'S GEBÜHRT; SONDERN DER [GEIST] SELBST VERTRITT UNS MIT UNAUSSPRECHLICHEM SEUFZEN. |
| 4   | Wächterglocke    | 1554     | Hans Lavenpris             | 1264               | 1301       | fis1 −5             | ANNO DOMINI 1554 VERBVM DOMINI MANET INETERNVM * WERE IDT OCK DER GANTZEN WELT LEIT GADES WOERT BLIFT IN EWICHEIT * |
| 5   | Sakramentsglocke | 2011     | Glockengießerei A. Bachert | 1030               | 822        | a1 −1               | KOMMT HER ZU MIR, ALLE, DIE IHR MÜHSELIG UND BELADEN SEID; ICH WILL EUCH ERQUICKEN. MATTHÄUS 11,28 |
| 6   | Bleichermädchen  | 1450     | Rickert de Monkehagen      | 987                | 649        | h1 –1               | o rex glorie + ocriste veni cvm pace * ave maria * (O König der Herrlichkeit, o Christus, komme mit Frieden. Gegrüßet seist du Maria.) |
| I   | Stundenglocke    | 1379     | Rickert de Monkehagen      | 1769               | ≈3200      | h0                  | anno ♦ d[omi]ni ♦ m+ccc+lxxix ♦ i[n] die ♦ b[ea]te ♦ cecilie ♦ v[ir]g[in]is ♦ erat ♦ h[ec] ♦ ca[m]pa[na]: o ♦ rex ♦ gl[ori]e ♦ xp-e ♦ ve[n]i ♦ cvm ♦ pace (Im Jahres des Herrn 1379, am Tage der seligen Jungfrau Caecilia, ward diese Glocke [gemacht]. O König der Herrlichkeit, Christus, komme mit Frieden.)          |

#### Glocken-Ritzzeichnungen
Die 1409 gegossene große Glocke der Marienkirche weist seltene, kunsthistorisch bedeutsame Glocken-Ritzzeichnungen auf.